# Histoire du christianisme

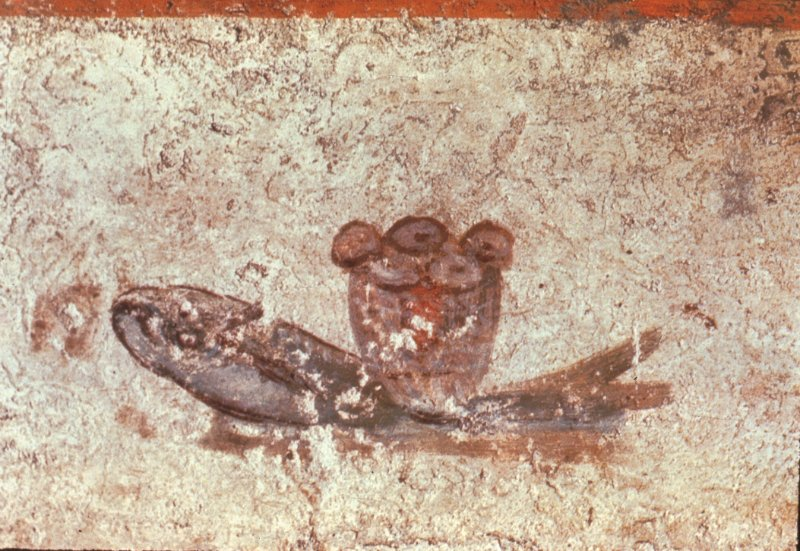
Pain et poisson (symboles paléochrétiens), Catacombe de Saint-Calixte, Rome.

L'histoire du christianisme commence au Ier siècle au sein de la diaspora juive après la crucifixion de Jésus de Nazareth, dont la date probable se situe vers l'année 30. Les premières communautés, qui ne se définissent pas encore comme chrétiennes, sont fondées par plusieurs disciples de Jésus, en particulier dans les villes de Rome, Éphèse, Antioche, Alexandrie mais aussi en Perse et en Éthiopie. Quand il devient une religion admise puis la religion officielle de l'Empire romain au IVe siècle, les premiers conciles définissent peu à peu un ensemble de dogmes. Mais les christologies déclarées hérétiques dans l'Empire ne disparaissent pas pour autant. Parmi elles, l'arianisme et le nestorianisme perdurent pendant plusieurs siècles.
Au VIIe siècle, le passage d’une grande partie des chrétiens du Moyen-Orient et d'Espagne sous domination musulmane modifie le paysage du christianisme. Au VIIIe siècle la querelle des images puis le débat sur le Saint-Esprit donnent lieu à de nouvelles controverses qui, ajoutées aux rivalités politiques, aboutissent à la séparation des Églises d'Orient et d'Occident.
Le christianisme européen, parvenu à son apogée, s'étend jusqu'en Amérique à partir du XVIe siècle, au moment même où il se fractionne de nouveau, cette fois en raison de la Réforme protestante. Les guerres de religion qui s'ensuivent mettront plusieurs siècles à s'estomper au profit d'une rivalité plus feutrée, puis d'une recherche d'unité et de tentatives d'œcuménisme.
Les trois grandes confessions chrétiennes, le catholicisme, l'orthodoxie et le protestantisme, regroupent au XXIe siècle près de 2 milliards et demi de fidèles répartis sur tous les continents.

## Historiographie

L'Ichtus (du grec ancien, « poisson ») est un symbole chrétien utilisé du Ier siècle au IVe siècle.

Longtemps, dresser l’histoire du christianisme fut une entreprise difficile. En effet, elle était cantonnée dans l’apologie de l’Église dominante dans le contexte géopolitique où se situait le candidat historien. Par exemple, des ouvrages fondamentaux comme Oriens Christianus de Michel Le Quien ou l’Encyclopédie catholique de Charles George Herbermann utilisent le mot « catholique » dans le sens actuel du terme pour désigner toute l’église des cinq premiers patriarcats d’avant 1054 faisant ainsi apparaître l'Église de Rome comme seule héritière légitime de l’église primitive ; les auteurs grecs, russes, des Balkans, du Caucase ou du Proche-Orient en font de même avec les églises orthodoxes. Depuis Walter Bauer, on admet qu’aucune unité doctrinale n’existait dans le christianisme ancien ; et depuis Adolf von Harnack, que le dogme cause le schisme et que l’hérésie et l’orthodoxie font système. Ainsi, l’histoire du christianisme est une longue suite de fractures mais, si son élaboration a souvent relevé de la justification anachronique a posteriori (sans rapport avec une stricte recherche de la restitution de faits), la méthode historique scientifique et l’évolution de disciplines telles que les sciences des religions, permettent désormais d’en cerner les vicissitudes et d’éclairer les enjeux qui ont présidé à son développement.

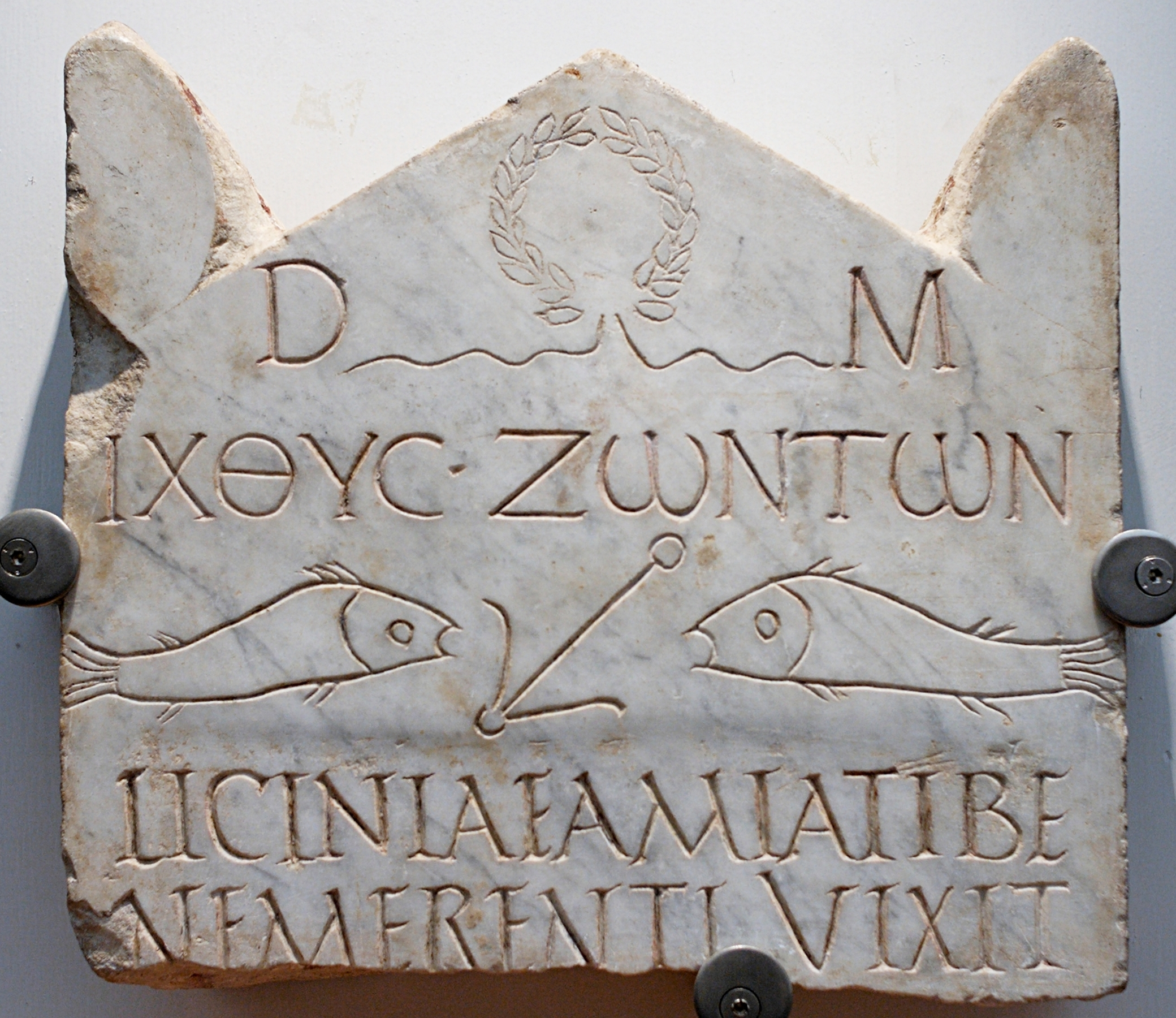
Stèle funéraire de Licinia Amias sur marbre, au Musée national romain. L'une des premières inscriptions chrétiennes trouvées, elle provient de la zone de la nécropole du Vatican au début du IIIe siècle à Rome. Il contient le texte ΙΧΘΥϹ ΖΩΝΤΩΝ ("poisson des vivants"), un prédécesseur du symbole Ichthys.

La question des racines juives du christianisme est problématique en soi, selon qu’on se réfère à la théologie dogmatique de telle ou telle Église ou bien aux diverses écoles d’historiens. Les Pères de l'Église fondent leurs réflexions sur les textes de la Bible, regardés comme un ensemble cohérent dont les différentes parties se complètent. À l’inverse, les chercheurs biblistes contemporains les regardent comme des textes indépendants. Durant plusieurs siècles, l’alternance des opinions et des doctrines amène les théologiens à définir avec une précision de plus en plus fine le dogme de l’Église.
Pour l’antiquité tardive, l’historiographie occidentale,, héritière de Hieronymus Wolf, préfère envisager l’affirmation d’un christianisme spécifiquement occidental en tant que « nouvelle civilisation » née sous l’impulsion des Francs, comme « synthèse entre la civilisation romaine et celle des Barbares », et dont la forme particulière deviendra le catholicisme romain par opposition au christianisme byzantin décrit comme un christianisme oriental plus ou moins dissident, décadent ou déviant. Mais pour l’historiographie des pays orthodoxes, c’est l’ensemble du monde romain puis « barbare » qui, au fil des sept premiers conciles, a été orthodoxe (« Pentarchie »), avant que les suites du schisme de 1054, et notamment les innovations de l’église de Rome au fil de ses 14 conciles ultérieurs (Filioque, purgatoire, primauté de Pierre, autorité temporelle des papes, célibat des prêtres, inquisition et bien d’autres nouveautés doctrinales ou canoniques) fassent naître, non pas une nouvelle civilisation, mais simplement une église séparée ; quant aux églises restées « orthodoxes » (patriarcats de Jérusalem, Alexandrie, Antioche et Constantinople, puis ceux apparus ensuite), elles n’ont rien de spécifiquement « oriental » dans cette vision, mais sont la continuation après 1054 de l’église du premier millénaire, de sa doctrine et de ses pratiques.

## Christianisme des premiers temps

### Premiers disciples et premiers chrétiens
La rencontre de Jésus de Nazareth avec ses premiers disciples est située par le Nouveau Testament au bord du lac de Tibériade. Ses rives abritent à cette époque des villages de pêcheurs où se déroulent de nombreux épisodes de la vie de Jésus, rapportés dans les Évangiles : la pêche miraculeuse (Lc 5, 1-11), la tempête apaisée (Lc 8, 12-25) et la dernière apparition aux disciples (Jn 21, 1s). Les quatre premiers apôtres nommés par l'Évangile de Marc sont des pêcheurs : André et son frère Simon-Pierre, ainsi que Jacques et son frère Jean, tous deux fils de Zébédée.
André, Simon-Pierre, Philippe, Nathanaël semblent venir de l'entourage de Jean le Baptiste(Jn 1, 35-51). Jésus a une trentaine d'années lorsqu'il se joint aux disciples du Baptiste. Il exerce son ministère essentiellement en Galilée, où il pratique guérisons et exorcismes pendant un ou deux ans.
La première communauté chrétienne est constituée par les premiers juifs de Jérusalem qui ont reconnu le Messie en Jésus de Nazareth, puis par leurs successeurs au-delà de la ville sainte. Elle est dirigée d'abord par Pierre jusqu'en 44 puis par Jacques le Juste, « frère du Seigneur », jusqu'en 62.
Les premières prédications se fondent sur une proclamation de foi : Jésus est le Messie, le Fils de Dieu ; il est ressuscité, et celui qui parle en rend témoignage personnellement ; il appelle à la conversion.
Le mot « chrétien » n'est pas utilisé par les disciples de Jésus pour parler d'eux ; ceux-ci sont habituellement appelés les « Galiléens ». Les Actes des Apôtres indiquent que le nom de « chrétien », dérivé de « Christ », fut attribué aux disciples de Jésus de Nazareth à Antioche, qui était à l'époque une ville de langue grecque. Les deux autres références les plus anciennes connues pour le terme « christianisme » se trouvent au Ier siècle : d'abord dans une citation de Tacite relatant les lendemains de l'incendie de Rome en 64, puis, dans la lettre d'Ignace d'Antioche aux Magnésiens à la fin du Ier siècle.

### Controverses théologiques duIerauIIIesiècle
Le christianisme est marqué par des controverses théologiques du Ier au IVe siècle au Proche-Orient.

#### Création du canon biblique
L’Apôtre Paul joue un rôle important dans le développement du christianisme. Sous le nom de Saül, ce Juif originaire de Tarse aurait d’abord persécuté le mouvement de Jésus et ensuite connu une spectaculaire conversion après que le Christ lui fut apparu sur le chemin de Damas. Il consacre le reste de son existence au prosélytisme. Dans un premier temps, l'enseignement de Jésus n'est transmis qu'au sein de la communauté juive, puis, à la suite de difficultés avec les responsables des synagogues, l'enseignement s'oriente vers les non-juifs, les païens, aussi appelés les « Gentils ». Parmi ceux-ci, il en est, nombreux, sensibles à la voie du judaïsme, on les appelle les « craignant-Dieu », mais qui ne franchissent pas, pour la plupart, le pas de la conversion, en particulier celui de la circoncision. La question est débattue lors d’une réunion qui se tient à Jérusalem vers l’an 50 appelée rétrospectivement « concile de Jérusalem ». Il y est entériné que les prosélytes « chrétiens » n'auront pas à passer d'abord par une conversion au judaïsme.
Une grande partie de cette littérature se fait sous forme d'Épîtres qui sont de courts traités de caractère moral ou philosophique, dont les auteurs ne sont pas toujours assurés.

#### Premiers théologiens
Les sources contemporaines concernant cette période sont peu nombreuses. Les Actes des Apôtres (datés des années 80-90) se veulent l’histoire du mouvement au cours des premières années après la mort du Christ. Leur pertinence est toutefois remise en cause par les historiens, notamment à propos de l'« incompatibilité de la figure du Paul des Actes avec celle qui se dégage de ses lettres », ce qui les rend difficilement exploitables. En effet, les lettres de Paul de Tarse (datées des années 50) sont les plus anciens documents du christianisme. Elles fournissent des indications sur les tendances qui parcourent le mouvement à ses débuts et ne correspondent pas toujours à la description qu'en donnent les Actes.
Les premiers chrétiens ne sont pas perçus en Judée autrement que comme une des nombreuses sectes au sein du judaïsme, dont les plus importantes sont les pharisiens, les sadducéens, les zélotes et les esséniens.
Les Actes des Apôtres et les lettres de Paul laissent entrevoir des dissensions au sein de la première communauté de Jérusalem, notamment entre deux courants : les « hellénistes » et les « hébreux » (issus de Palestine)
Pour la période qui suit la disparition des apôtres, les Pères de l'Église constituent une source dont on doit avoir une approche critique. C’est le début de la littérature patristique (90-160 après. J.-C.). Ces textes, de caractère non canonique dénommés souvent, les Pères Apostoliques se préoccupent avant tout d’instruction et de prédication, et non pas de reconstitution historique.
- la Première épître de Clément (fin du premier siècle)
- la Didachè ou Enseignement des Apôtres (à la charnière des premier et second siècle)
- les lettres d’Ignace d'Antioche (Début du second siècle)
- la Seconde épître de Clément (milieu du second siècle)
- lettre aux Philippiens de Polycarpe (même période)
- Le Martyre de Polycarpe
- l’Épître de Barnabé (première moitié du second siècle)

Face à la concurrence, aux courants centrifuges, mais aussi au scepticisme païen, le christianisme développe une littérature apologétique :
- face aux Juifs. Justin de Naplouse (première moitié du IIe siècle) écrit le Dialogue avec Triphon[22]. Une lecture chrétienne de l’Ancien Testament y voit l’annonce de la venue du Christ.
- face aux païens. Ceux-ci, (par exemple Celse) méprisent le christianisme. C’est à nouveau Justin Martyr, ex-philosophe païen, qui veut montrer qu’on peut concilier le platonisme avec le christianisme. Il soutient qu’une parcelle de la Révélation (la semence du Logos) est également présente chez les philosophes païens. Tatien est son disciple. Un peu plus tard, vers la fin du second siècle, Théophile d'Antioche et Athénagore, et plus tard, Lactance (fin du quatrième siècle) et Eusèbe de Césarée (début du quatrième siècle) développeront les mêmes thèmes.
- « contre les hérésies » (par exemple l'ouvrage d'Irénée de Lyon contre les gnostiques, les ouvrages d'Hippolyte de Rome[N 3], qui écrit, outre la Réfutation de toutes les hérésies (en), un ouvrage décrivant la liturgie chrétienne, dénommé Tradition apostolique, etc.)

Irénée de Lyon, dans son Contre les hérésies, s’attaque aux gnostiques. Il leur oppose l’unité de l’Ancien et du Nouveau Testament ainsi qu’une vision optimiste de la chute d’Adam et Ève, rachetée par le sacrifice du Christ.
Origène pose les fondements de l’herméneutique chrétienne en définissant le premier, selon Henri de Lubac, la théorie des quatre sens, et la Lectio divina, qui sont par la suite largement développés pendant tout le Moyen Âge, surtout au XIIe siècle, et dans les débuts de la Renaissance.

#### La question gnostique
Les premiers siècles du christianisme sont une période de développement théologique, passant au crible du rationalisme grec certaines notions en vue de les éclaircir.
Si l'on s'en tient à Irénée de Lyon, le gnosticisme est un terme générique désignant une série de courants de pensée, qui, entre 80 et 150, développent une conception ésotérique du christianisme. Selon ces courants, une connaissance est réservée à des élus au sujet de la nature du Mal et des moyens d’y échapper. Les gnostiques sont dualistes ; pour eux le monde matériel est étranger à Dieu et a été créé par des puissances inférieures. Ces croyances s’accompagnent de tendances soit à l’ascétisme, soit à la débauche, qui reflètent toutes deux un même mépris du monde matériel. Bien que l’idée de rédemption reste centrale, le rédempteur n’est pas nécessairement le Christ, vu leur répugnance du monde matériel. Quelques-unes enseignent que le Christ est un pur esprit et que son incarnation est une illusion optique et une apparence (en grec dokèsis) ; on nomme ce courant docétisme (IIe siècle). La rédemption est réservée aux élus en qui réside une étincelle divine. Une des doctrines les plus populaires est le dualisme de Marcion (IIe siècle), qui distingue le Dieu des juifs du Père de Jésus, et rejette donc l’Ancien Testament. Un autre groupe dissident se forme autour de Montanus au IIe siècle. Originaire de Phrygie, Montanus affirmait que le Paraclet s’exprimait à travers lui. Le montanisme connaîtra un certain succès en Asie Mineure.
Ces doctrines créent le débat dans les communautés chrétiennes et incitent à l'approfondissement théologique par ceux que l’on qualifiera ensuite de Pères de l'Église à s’opposer à ces tendances et à élaborer des réfutations de ces doctrines. Ils s’y prennent de plusieurs manières :
- en insistant, comme Ignace d'Antioche, sur le rôle de l’évêque, représentant de Dieu sur la terre en vertu de la succession apostolique ; on crée donc un pouvoir ecclésiastique. S'est ainsi développé la notion de hiérarchie cléricale qui se déploie dans certaines régions au cours du IIe siècle, de même que celle de laïcat, regroupement ceux faisant simplement partie du Peuple de Dieu (laos toû Theoû)[24].
- en élaborant un Canon du Nouveau Testament, c’est-à-dire un corpus de textes faisant autorité. Concernant les évangiles, on finira par s’accorder sur quatre textes : les trois Évangiles synoptiques (Matthieu, Marc et Luc) et celui de Jean, fermement défendu par Irénée de Lyon. Les Valentiniens en reconnaissent d’autres, comme l’Évangile selon Thomas.
- en élaborant, au cours des conciles, un « symbole de la foi », c’est-à-dire un court texte, qui résume ce qu’il convient de croire[N 4], et permet de construire une orthodoxie en démarcation d'avec l’hétérodoxie (Irénée de Lyon et Tertullien).

## Antiquité tardive

### Les institutions ecclésiales

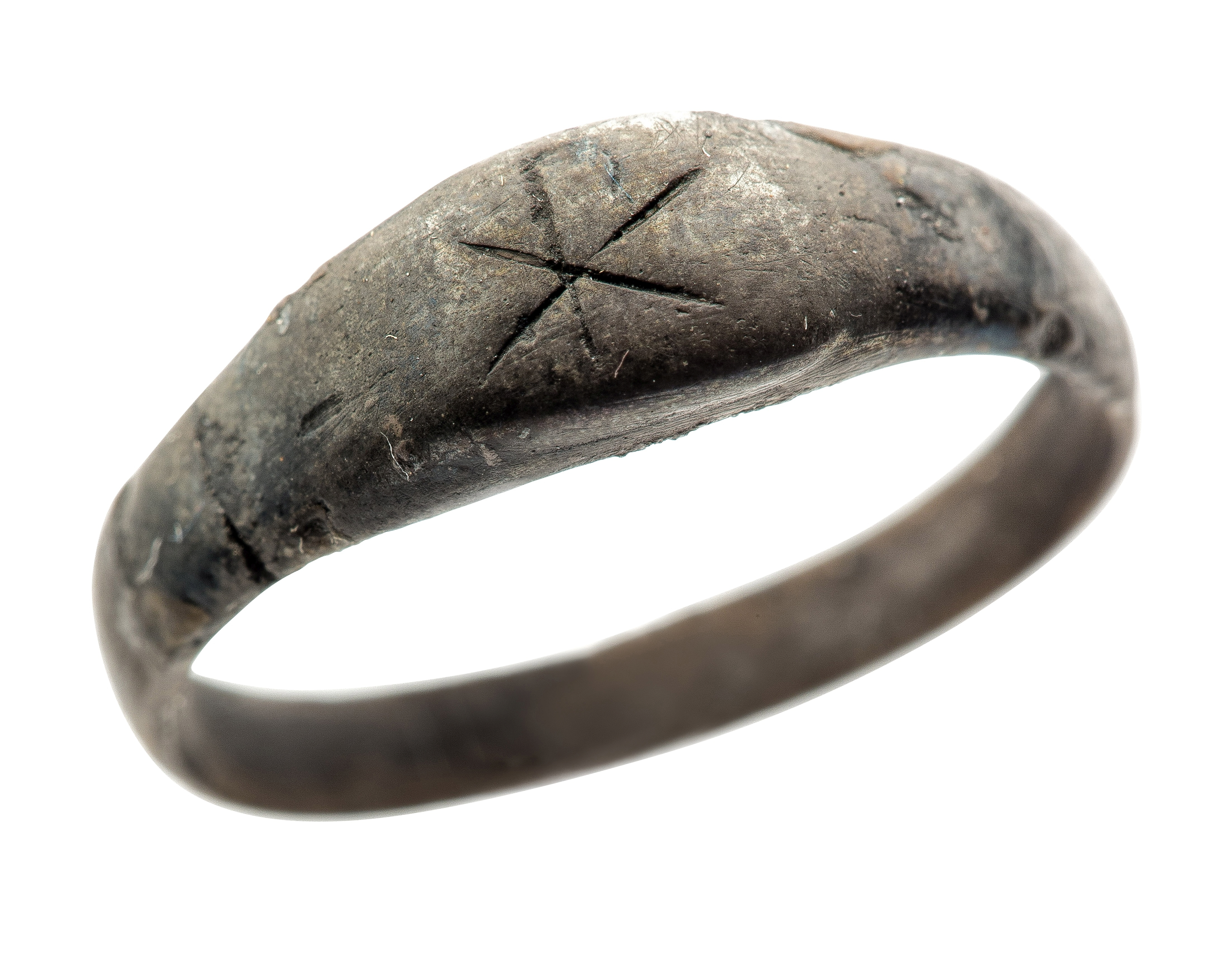
Bague en argent avec chrisme trouvée dans un cimetière chrétien romain tardif du IVe siècle à Tongres (Belgique), l'une des plus anciennes preuves d'une communauté chrétienne dans le Benelux, Musée gallo-romain de Tongres

Au début du IVe siècle, les chrétiens sont peu nombreux et réunis en communautés diffuses. Les communautés chrétiennes prennent le nom d’« Églises » (du grec Ekklèsia = assemblée). Ils ne sont réellement organisés qu'au Moyen-Orient : 

« Quatre secteurs ont un épiscopat nombreux, ce qui suppose a priori une christianisation plus avancée : l'Asie Mineure, avec 98 à 102 évêques, le bloc Syrie-Palestine, avec 75 évêques, l'Égypte, avec entre 70 et 100 évêques, et tout en haut l'Afrique du Nord, qui compte alors entre 200 et 250 évêques.(Yves Modéran) »

Ce terme « église » ne s'applique aux bâtiments qu'à compter du IIIe siècle de l'ère commune. Ces communautés, dans les zones où les chrétiens sont nombreux, sont dotées d’un conseil, avec à sa tête un « évêque » (du grec épiskopos, surveillant) ou « presbytre » (du grec presbuteros, ancien). Le premier terme finira par l’emporter. Il est assisté de diacres. Les fidèles se réunissent, d’abord dans des maisons particulières, puis dans des maisons spécialement aménagées (dont il subsiste un exemple connu du IIIe siècle à Doura Europos, où une pièce sert de lieu de réunion et une autre de baptistère).

### Statut de l'empereur
De Constantin à Justinien, il est le « président de l'Église ».
Sa position dans l’Église est clairement définie par Paul Veyne. Entre le moment où Byzance change pour devenir Constantinople, sa personne acquiert un caractère sacré,; depuis Constantin Ier il est « égal aux apôtres » (isapostolos). Il n’est pas prêtre, mais comme le prêtre, il pénètre dans le Saint des Saints, derrière l’iconostase, et communie sous les deux espèces.
L’empereur fait respecter les lois de l’Église ; les codes de Théodose II et de Justinien intègrent les lois de l'Église au droit civil, y compris la dogmatique. Quand le besoin s’en fait sentir, c’est lui qui convoque les conciles œcuméniques. En principe le patriarche, comme chef de l’Église, est lui aussi l’émanation de Dieu. Dans la pratique, l’empereur nomme le patriarche comme bon lui semble, même si en théorie il choisit parmi une liste qui lui est présentée. Le patriarche choisi peut même être un laïc, comme Photios Ier de Constantinople, qui reçoit en catastrophe tous les ordres. Au cours des premiers siècles de l’empire, l’empereur intervient dans des questions de dogme. Cet interventionnisme culminera au cours de la crise iconoclaste (voir ci-dessous). Par la suite s’instaure un équilibre fragile entre l’empereur et le patriarche. Il doit en théorie régner entre eux une harmonie (telle que la définit l’« Epanagoge » de Basile Ier en vue du bien-être de l’État et de l’Église. L’empereur peut difficilement franchir certaines barrières morales. On peut en donner pour exemple le quatrième mariage de Léon VI, qui fait scandale. Le patriarche Nicolas Mystikos refuse alors à l’empereur l’entrée de Sainte-Sophie. Bien qu’il ait forcé le patriarche à abdiquer, Léon devra faire pénitence. Au cours des derniers siècles de l’Empire, les souverains qui veulent se rapprocher de Rome (voir ci-dessous) se heurtent à l’opposition de l’Église.
Les Byzantins voyaient dans leur empire l’image du royaume céleste et dans leur empereur l’image du souverain céleste. Il est le « lieutenant de Dieu », et c’est de Lui qu’il tient son pouvoir (« Deo gratia »). Le couronnement à Sainte-Sophie par le patriarche de Constantinople symbolise cette sanction divine. Même dans les cas d’usurpation les plus manifestes, le patriarche ne l’a jamais refusée. Cette conception a pour conséquence que l’empereur est le seul souverain légal de la cité terrestre. C’est au nom de cette conception que les empereurs byzantins ont toujours farouchement considéré tout autre souverain chrétien comme leur subordonné. Au XIVe siècle, lorsque l’Empire va vers sa fin, le patriarche de Constantinople rappelle au grand-duc de Moscou, qui ne se considère plus comme soumis à l’empereur, qu’« unique est l’empereur universel ».

### Métropolites et papes
Si, théoriquement, tous les évêques sont sur le même pied, certains acquièrent progressivement plus d’importance du fait de l’importance des premiers titulaires du siège : ce poids n’est pas nécessairement lié à la place du diocèse dans la structure administrative de l’Empire romain. Au sommet de cette hiérarchie se trouvent cinq sièges qu’on appellera les patriarcats à partir de Justinien et que Justinien II organisera, au concile in Trullo, en « Pentarchie ».

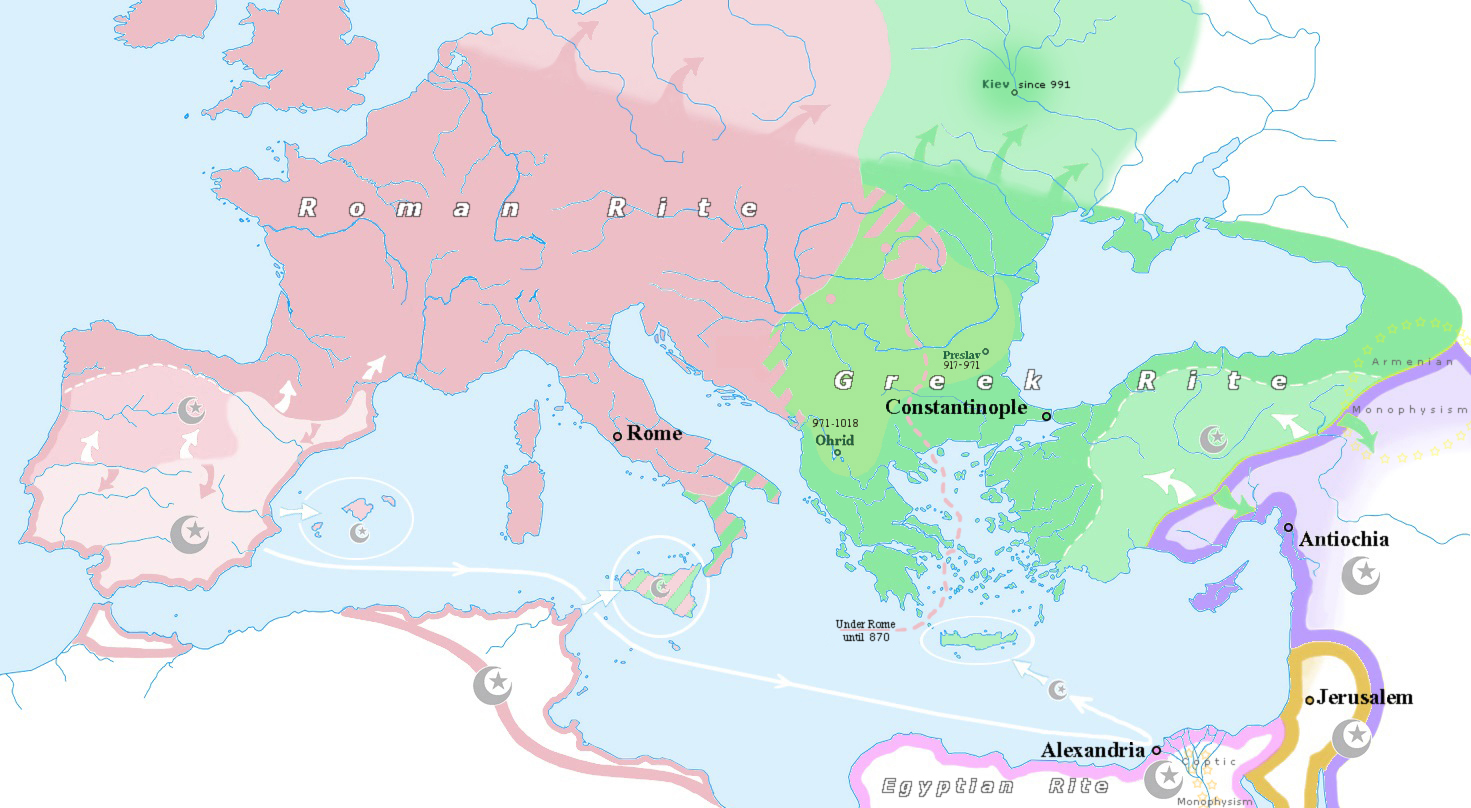
La Pentarchie (non reconnue par l'Église de Rome) instituée au VIIe siècle par Justinien II et le concile in Trullo : Rome, Constantinople, Antioche, Jérusalem et Alexandrie.

En Occident, la direction des premières communautés chrétiennes de Rome est longtemps de type synodal et la prééminence de l’évêque de Rome n’est que très progressive ; si, vers 220, l'évêque romain présente pour la première fois « un visage quelque peu consistant » en la personne de Calixte Ier, il ne prend de l'importance qu'à partir de la fin du IVe siècle avec Léon Ier. Une partie des pouvoirs dont jouit l'évêque de Rome de nos jours en Occident n'est acquis qu'au IXe siècle sous Charlemagne, avec Léon III en 800, quand sa primauté d’honneur se transforme en primauté juridictionnelle pour la partie occidentale de l'empire.
Le patriarche romain Léon Ier s’opposera au canon 28 du concile de Chalcédoine (451) qui fait de Rome le second siège de l’Église à l'égale de Constantinople. Ces prétentions du pape de Rome seront mal acceptées par les Églises d’Orient, surtout quand il interviendra en matière doctrinale.
En Orient, le concile de Nicée (325) reconnaît deux grands sièges : Antioche et Alexandrie, ainsi qu’avec quelques restrictions à Jérusalem. Le concile de Constantinople (381), et surtout le concile de Chalcédoine (451), accordent à Constantinople les mêmes privilèges qu’à Rome, ainsi que la deuxième place après celle-ci. Des conflits entre patriarcats seront pour beaucoup dans les controverses qui déchireront l’Église.
À côté des cinq grands sièges, se constitueront en dehors des frontières de l’Empire romain, des Églises nationales, « autocéphales » (Arménie, Géorgie, Perse).

### Construction d'un système théologique
L'Église ancienne peut se définir comme « les enfances du christianisme » selon le mot d'André Trocmé, c'est-à-dire avant l'instauration d'un christianisme d'État dont le « président » serait l'empereur de Constantinople.
Auparavant, le débat christologique est la règle. Aucune centralité susceptible de régulation n'existe alors. Chaque évêque est maître chez soi, surtout dans les grandes communautés.
Aux IVe et Ve siècles, les débats théologiques sont d’autant plus violents qu’ils illustrent les rivalités entre les grandes métropoles religieuses de la partie orientale de l’Empire romain : Alexandrie, Antioche et Constantinople.
En 313, l’édit de Milan proclame la liberté de culte et prévoit de rendre aux chrétiens les biens qui leur avaient été confisqués pendant la grande persécution de Dioclétien. Sollicité par les évêques africains sur la querelle donastique, Constantin organise en 313 (ou 314) le premier concile pour que les évêques décident entre eux. Il convoque et préside le concile de Nicée (325), qui reconnaît le Jésus comme Dieu et homme à l’unanimité. L'arianisme y est condamné, mais reste diffusé dans les royaumes barbares jusqu'à leur conversion à l’« orthodoxie », achevée au VIIe siècle.
Le pélagianisme, condamné par le concile d'Éphèse en 431 et combattu par Augustin d'Hippone, influence lui aussi durablement les débats : cette doctrine, qui exalte la liberté humaine face au rôle de la grâce (religion chrétienne), est au cœur de la controverse janséniste au XVIIe siècle.

### Controverses christologiques pré-chalcédoniennes

Les principales divergences christologiques, d'après Eliade.

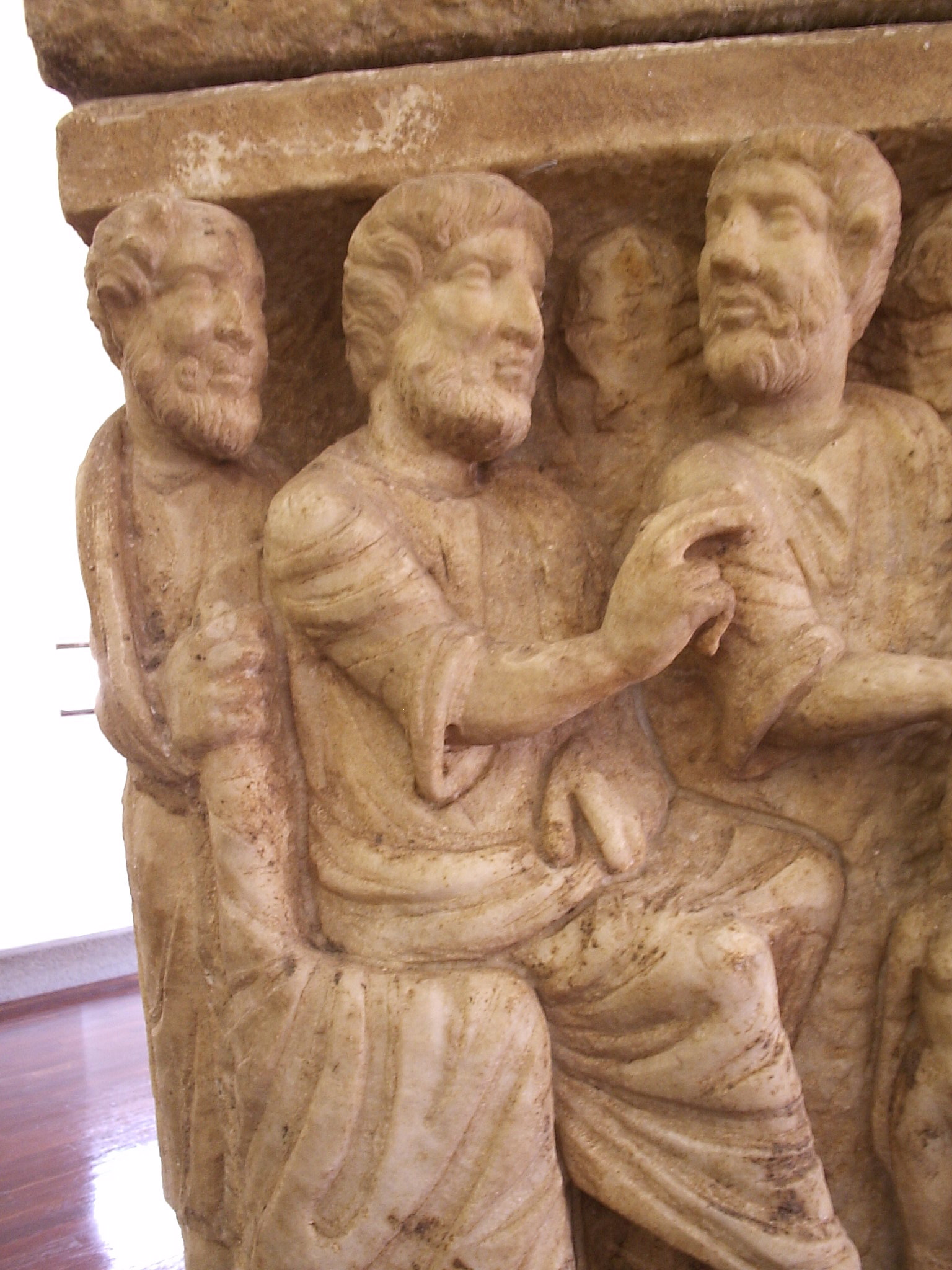
Le Sarcophage dogmatique (v. 330) contient la plus ancienne représentation de la Trinité, sous les traits des trois personnes similaires.

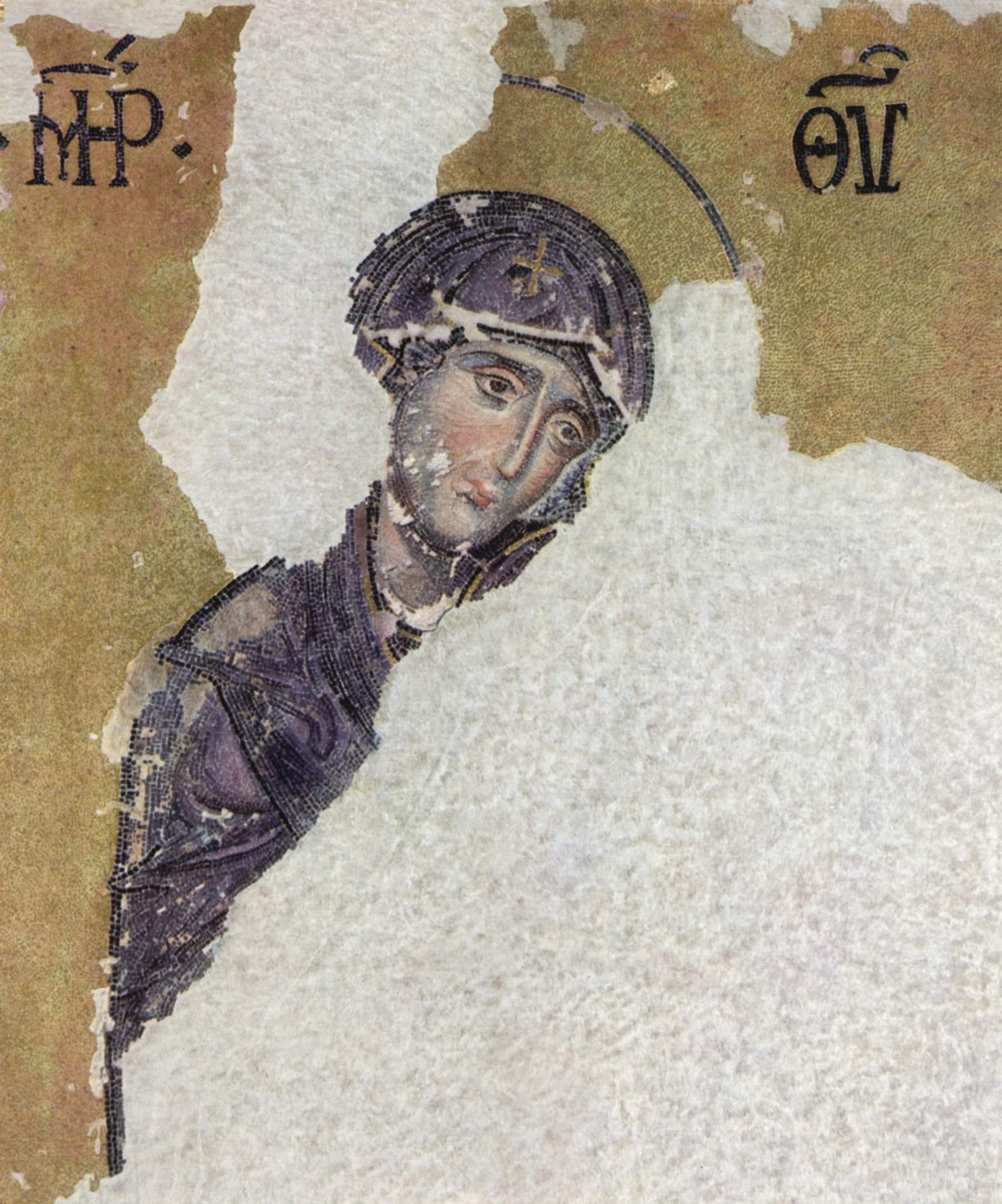
Marie est proclamée « Mère de Dieu » (ΜΡ ΘΥ) par le concile d'Éphèse (431). Mosaïque de Sainte-Sophie de Constantinople.

Avec l'accès du culte chrétien aux cultes reconnus de l'Empire, le pouvoir politique prend l'initiative de réunir des conciles œcuméniques pour trancher les différends. Le premier est le concile de Nicée, qui condamne l'arianisme en 325 et formalise la doctrine de la Trinité dans le symbole de Nicée-Constantinople.
Les controverses du Ve siècle portent davantage sur la question de l'incarnation : la personne de Jésus-Christ était-elle unique, en deux natures (divine et humaine), ou bien y avait-il en lui deux « personnes » distinctes, l'homme Jésus, d'une part, le Verbe divin d'autre part, ou encore cette divinité s'est elle manifestée une fois adulte, au moment de son baptême par Jean le Baptiste ? Le concile d'Éphèse proclame en 431 que le Christ n'a qu'une seule nature et qu'elle est divine, cette dernière ayant absorbé sa nature humaine. En 451, le concile de Chalcédoine proclame l'unique personne du Christ, de nature à la fois divine et humaine.
Mais les christologies déclarées hérétiques dans l'Empire ne disparaissent pas pour autant. Au sein même de l'Empire, l'arianisme se diffuse largement auprès des peuples fédérés et eut une influence importante en Europe jusqu'au VIe siècle ; puis l'ajout du Filioque au symbole de Nicée donne lieu à de nouvelles controverses.
Les conclusions du concile de Chalcédoine sont également rejetées par certaines églises d'Orient. Églises « pré-chalcédoniennes » est l'expression dont leurs ennemis désignèrent les églises des deux et trois conciles. À leurs yeux, après les conciles, elles auraient dû disparaître. En fait, ces églises sont post-concilaires en ce sens qu'elles marquèrent leur désaccord vis-à-vis des conclusions des troisième et quatrième conciles d'où le nom que les historiens leur donnent : Églises des deux conciles, Églises des trois conciles pour les distinguer des églises « orthodoxes », c'est-à-dire des 7 conciles (dont Rome faisait alors partie). C'est une façon de les déclarer hérétiques et de masquer le caractère foisonnant des christologies de l'époque.

### Divisions et conquête musulmane
Jusqu’aux conquêtes arabes, la politique impériale variera entre la répression à l’égard des adversaires des thèses chalcédoniennes et diverses tentatives d’accommodement théologique, comme l'hénotique. Sous l’empereur Justinien, la répression des monophysites aboutit à la constitution d’Églises non-chalcédoniennes dite aussi « des trois conciles », avec une hiérarchie parallèle à celle de l’Église officielle : l’Église syriaque orthodoxe, dite aussi Église jacobite en Syrie, l’Église copte orthodoxe en Égypte, qui comprennent la majorité des fidèles, ou encore l'Église apostolique arménienne. Subsiste toutefois une Église chalcédonienne, dite « melkite » (du syriaque melek, « roi »).
Au début du VIIe siècle, le christianisme au Proche-Orient reste donc profondément divisé entre chalcédoniens, monophysites et nestoriens quand la région est conquise par l'empire Perse à partir de 611 (l'Égypte en 618). Les Églises monophysites sont alors privilégiées par rapport aux chalcédoniens, vus comme alliés de l'Empire Byzantin. Après la reconquête byzantine (de 622 à 630), les divergences s'étant exacerbées, le patriarche Serge Ier de Constantinople tente encore de mettre fin à la controverse du monophysisme qui divise toujours la chrétienté en contournant la question de la « nature » du Christ et propose le monothélisme (du grec monos, « seul » et thelein, « vouloir ») qui professe la seule volonté divine « seule volonté du Christ incarné ». Le monoénergisme proposé comme tentative de conciliation des doctrines est bientôt imposé aux monophysites par de nouvelles persécutions.

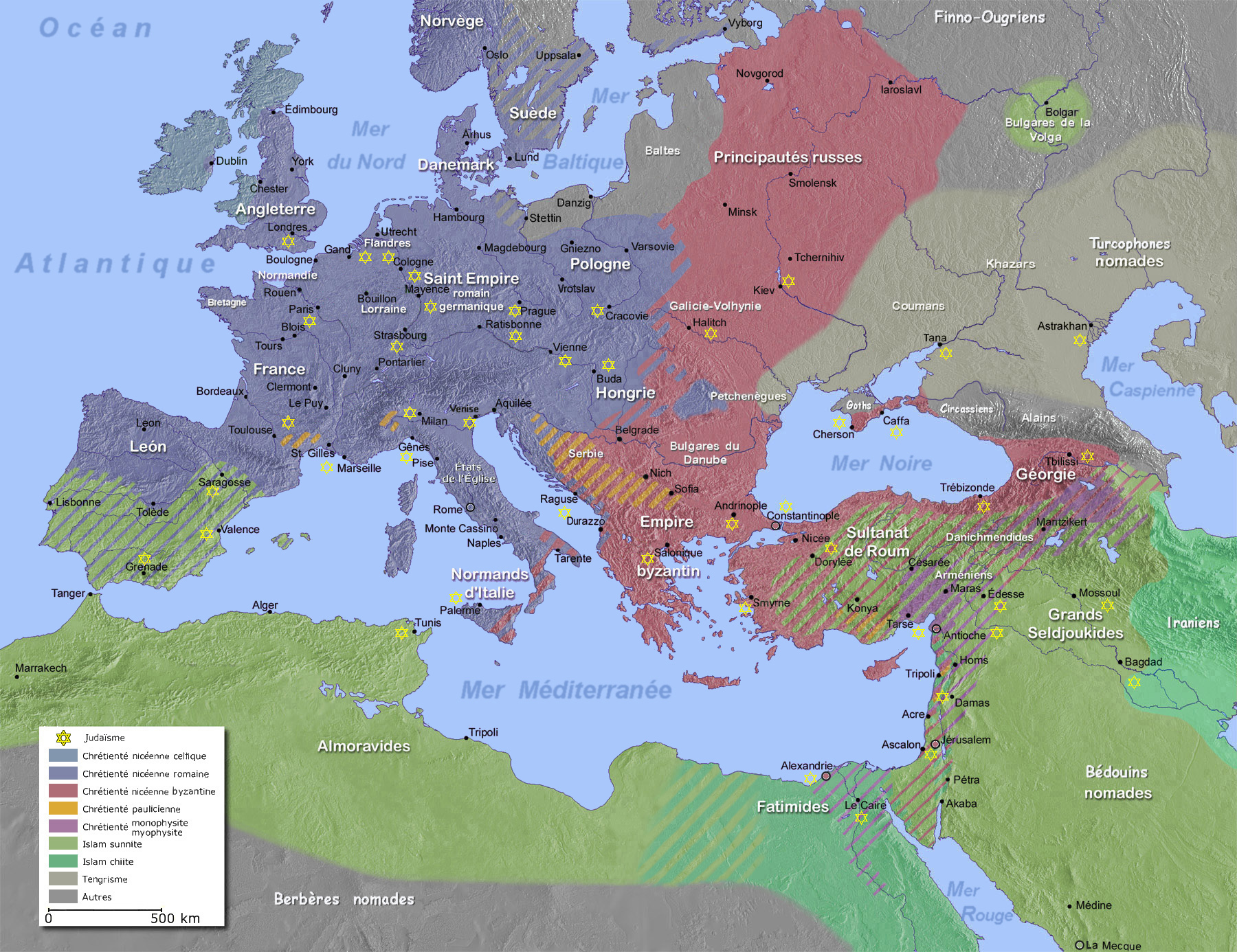
Religions au XIe siècle.

C'est alors qu’apparaît une nouvelle religion monothéiste, l'islam, dans les tribus arabes du Hidjaz, qui bientôt entament une guerre de conquête en direction de la Syrie, la Palestine et l'Égypte. Entre 631 et 643, trois des centres du christianisme oriental (Alexandrie, Antioche et Jérusalem) tombent aux mains des musulmans. Les Byzantins pratiquent une politique de la terre brûlée et laissent derrière eux une très mauvaise image. La vie chrétienne continue dans les régions conquises, avec le statut de dhimmis (« protégés »), mais seules Constantinople et Rome gardent leur liberté politique.
Le concile œcuménique de Constantinople de 680 condamne le monothélisme et confesse la pleine humanité du Christ en lui reconnaissant une volonté humaine, faillible (colère face aux marchands du Temple, « Eli, Eli, lama sabachtani ? » : « mon Dieu, pourquoi m'as-tu abandonné ? ») distincte de sa volonté divine, infaillible (chaque fois qu'il parle au nom du « père »). Selon certains auteurs, le monothélisme se prolonge dans le maronisme. Cette décision ne fit pas disparaître le monothélisme du Proche-Orient : un schisme eut lieu dans l'Église melkite d'Alexandrie, dirigé par Harmasios (les « harmasites ») ; au Liban, l'Église maronite, qui s'autonomisa dans les années suivant le concile (son premier évêque, Jean Maron, fut intronisé vers 687), était sans doute à l'origine un schisme monothélite (mais la question est controversée) ; d'autre part, l'Arménien Bardanès, devenu empereur byzantin en 711, n'eut rien de plus pressé que d'annuler ce concile et rétablir le monothélisme comme doctrine officielle, ce que l'épiscopat grec accepta d'ailleurs sans broncher (selon le chroniqueur Théophane, son conseiller religieux était un moine de Constantinople).

## Moyen Âge

### Contexte politique
Le partage de l’Empire romain (395) et la supposée disparition de l’Empire romain d’Occident (476) sous les assauts des invasions barbares, vont avoir pour conséquences l’éloignement progressif des chrétientés occidentale et orientale et la revendication tout aussi progressive d'une affirmation de la papauté dans l’ex-Empire romain d’Occident, où il n’existe plus d’autorité temporelle suprême. Ces articulations de chronologie basées sur les crises de l'Empire romain ne sont pas très pertinentes pour l'histoire du christianisme, sauf si l'on veut se cantonner à l'histoire de l'Église catholique romaine et suggérer qu'elle succède et se substitue à l'empire romain d'Occident.
Par ailleurs, l'émergence de l'islam au VIIe siècle et son expansion progressive vont concurrencer le christianisme sur certaines terres. Ainsi, le passage d’une grande partie des chrétiens du Moyen-Orient et d'Espagne sous domination musulmane (VIIe siècle), à la suite des premières guerres arabo-byzantines et à la Conquête musulmane du Maghreb puis de l'Espagne wisigothique (renommée Al-Andalus) modifie profondément le paysage du christianisme.

### Élaboration du concept historiographique d'Orient et d'Occident
L'étude de la séparation de 1054 entre l'Église romaine et les autres est notamment le fait de Peter L. Brown.
- La semence en est jetée lors de la période de dogmatisation évoquée ci-dessus avec la création des Églises des 2 et 3 conciles qui marquent leur refus des 3e et 4e conciles (par exemple l’Église copte en Égypte).
- La faille se crée à l'occasion du deuxième concile d'Éphèse qui ne réunit que les théologiens orientaux, les occidentaux n'ayant pas été invités. D'une part, cela reflétait l'état du développement de la théologie[N 6],[48]. D'autre part, ce manque de diplomatie conduit à la non-reconnaissance du concile par l'Église occidentale en phase d'affirmation depuis Léon Ier le Grand.
- Le schisme se produit en 1054. La « Pentarchie » se rompt : Église latine d'un côté, sous l'autorité morale et temporelle du Pape, Églises d'orient de l'autre, formant désormais une « Tétrarchie », sous l'autorité morale du patriarcat de Constantinople, qui se reconnaissent elles-mêmes et que l’on désigne communément comme l’« Église orthodoxe » ou encore les « Églises des sept conciles ». La « Tétrarchie » orthodoxe redeviendra bientôt une « Nouvelle Pentarchie » lorsqu'en 1589, par son accession au rang de Patriarcat autocéphale, la Métropolie de Moscou vient se substituer au Pape défaillant, d'où le titre de « Troisième Rome » de ce patriarcat russe (Constantinople étant la « Deuxième Rome »). Plus tard encore, d'autres Patriarcats autocéphales viennent grossir les rangs des « Églises des sept conciles ».

L’histoire des rapports entre l'Église d'Occident et les Églises d’Orient devient chaotique et reflète les rivalités de personnes et de sièges. Selon cette vision, du Ve au XIe siècle, naît, de l’Irlande à la Pologne, et de la Suède à l’Italie, une nouvelle civilisation romano-barbare, dont la religion sera une forme particulière de christianisme qui deviendra le catholicisme romain.
Sous Damase Ier (366-384) débute la revendication de l’autorité de l’évêque de Rome, comme successeur de Pierre (apôtre), en matière de discipline et de liturgie. Le pape Léon Ier (440-461) pousse encore davantage dans de nombreux écrits l’exaltation du siège de Pierre mais déclare être un fidèle sujet de l'empereur. Au concile de Chalcédoine, l'église occidentale refuse l'une des conclusions du concile : le document no 38 faute d'accepter de partager la primauté d'honneur en commun Constantinople ; elle la réclame pour elle seule.
Face à l’empereur Anastase, le pape Gélase Ier (492-496) affirme dans un texte célèbre la primauté du pouvoir spirituel face au temporel. La reconquête de l’Italie par l’empereur Justinien, achevée au milieu du VIe siècle, replace néanmoins provisoirement le pape dans l’orbite de l’Empire. Au VIIe siècle, à la suite de l’invasion des Lombards, l’empire byzantin perd progressivement la plus grande partie de ses territoires italiens et la papauté cherche à devenir une puissance autonome en Italie. Les ravages des Lombards en Italie coïncident avec le pontificat de Grégoire Ier le Grand (590-604). Ce pape énergique assume le gouvernement civil de Rome, affermit l’autorité de Rome sur les évêchés italiens, s’efforce d’entretenir des relations suivies avec les autres Églises d’Occident et travaille à la conversion de l’Europe du Nord. C'est aussi à partir du VIe siècle qu'on assiste progressivement à l'essor des écoles cléricales qui prennent le relai du réseau scolaire antique, qui s'était désintégré lors des invasions barbares. Ce processus culmine avec la Renaissance carolingienne aux VIIIe et IXe siècles. Charlemagne assure la papauté comme puissance autonome en vers 756, au moment où il vainc les Lombards, en la dotant d'un patrimoine dit « de Saint-Pierre » et légitimé ultérieurement par la donation de Constantin, qui est un faux. En retour, le pape le sacre « empereur d'Occident » signifiant la fin du pouvoir, sur ces territoires, de l'empereur d'Orient dont le trône est à ce moment tenu par une femme : Irène. La rupture politique entre Orient et Occident est alors consommée ; mais religieusement, l'Église de Rome fait toujours partie de la « communion des sept premiers conciles » et de la « Pentarchie ».

### L’Église d’Occident des Carolingiens à la féodalité

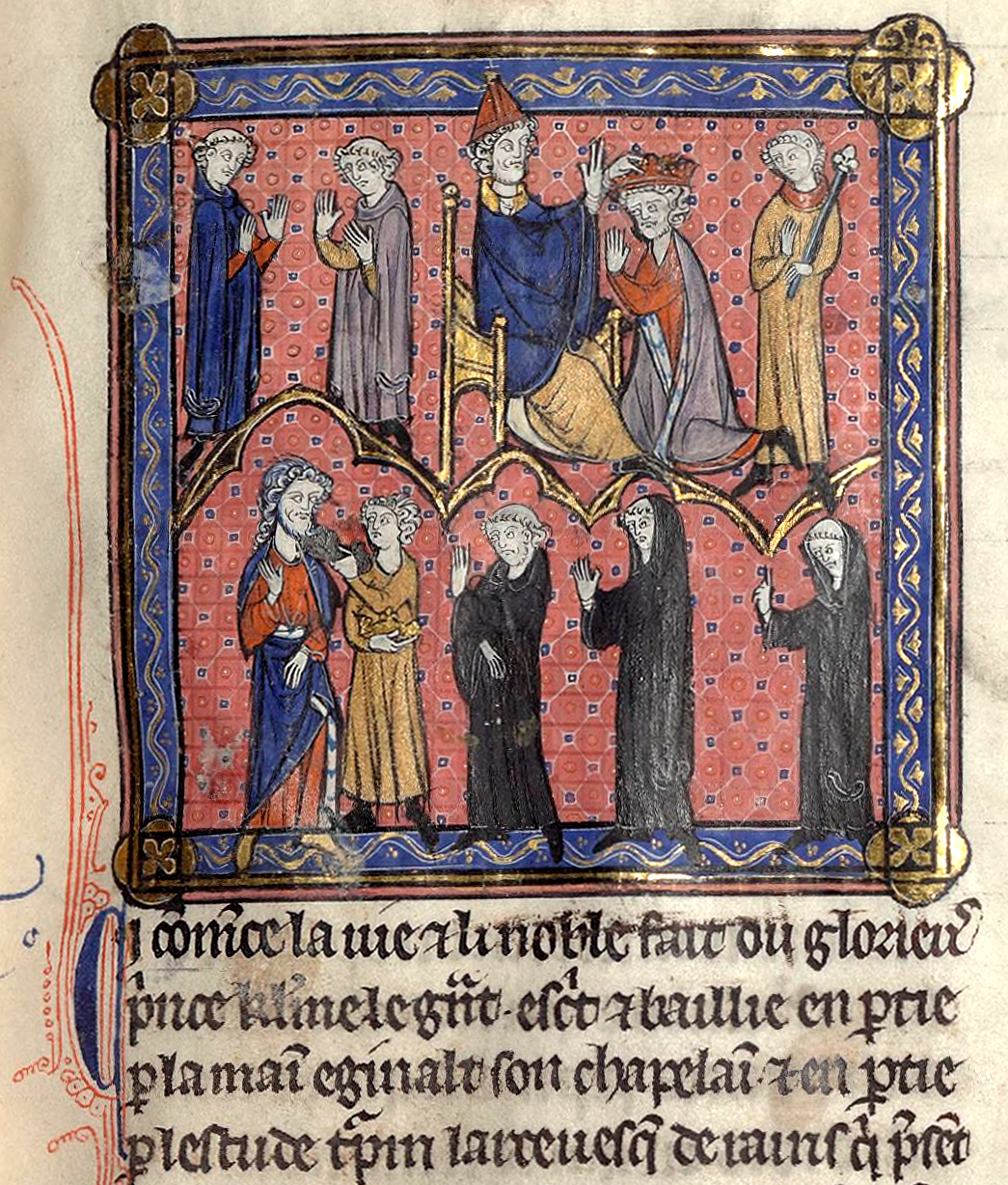
Le pape Étienne II (pape) couronne Pépin le Bref - Le dernier mérovingien, Childéric III, est déposé.

Au milieu du VIIIe siècle, la papauté et les Carolingiens nouent des relations qui vont se révéler profitables pour les deux parties, et lourdes de conséquences pour la suite de l’histoire de l’Occident. À la demande de Pépin le Bref, le pape Zacharie apporte par une lettre son soutien moral à l’élimination de la dynastie mérovingienne : Pépin se fait sacrer roi. En échange de cet appui, Pépin mène en Italie deux expéditions dans le but de lever la menace que les Lombards font peser sur Rome. C’est dans ces circonstances qu’est créé l’État pontifical, qui ne disparaîtra qu’en 1870. Cette alliance est encore plus étroite sous le fils de Pépin, Charlemagne. Celui-ci fait adopter la liturgie romaine, à un moment où l’extension du royaume franc correspond à celle de la Chrétienté occidentale (à l’exception des Îles britanniques et du petit Royaume des Asturies). Lors de la guerre contre les Saxons d'Allemagne (772-805), Charlemagne ordonne aussi la conversion en masse, et par la force, de la population, afin d'humilier son adversaire. C'est aussi sous Pépin le Bref et Charlemagne que l'ancêtre du chant grégorien, le chant messin, se développe, sous l'influence de l'évêque Chrodegang de Metz, qui agit en tant qu'intermédiaire entre Pépin le Bref et la papauté.

### La crise iconoclaste
La controverse iconoclaste est la dernière grande controverse théologique[réf. nécessaire]. Elle se déroule au haut Moyen Âge.
Au VIIe siècle, l’iconoclasme est une réaction au culte des images (ou « icônes »). Ce culte se manifeste de diverses façons ; de l’illumination de l’icône à la prosternation, jusqu’à la conviction que l’icône a un caractère agissant par elle-même. Les raisons de la crise ne sont pas claires. On[Qui ?] a invoqué entre autres l’influence du judaïsme et de l’islam. Les premières mesures iconoclastes sont prises en 725 par l’empereur Léon III. Il remplace le patriarche Germanós par un iconoclaste, Anastase. Dans un premier temps, il n’y a pas de persécutions. Le successeur de Léon, l’empereur Constantin V Copronyme, convoque un concile qui fait de l’iconoclasme la doctrine officielle de l’Empire d’Orient. Il doit faire face à l’opposition des moines qui sont iconodules (partisans du culte des images). Sous l’impératrice Irène a lieu une réaction : en 786-87, un nouveau concile renverse la tendance et rétablit le culte des images. La hiérarchie « orthodoxe » suit la volonté impériale. En 815, un autre empereur, Léon V l'Arménien, revient à l’iconoclasme. Il doit faire face à une opposition puissante menée par Théodore le Stoudiote. Dès la mort de l’empereur Théophile, en 845, le culte des images est définitivement rétabli.

### Lutte entre l'Église d'Occident et les pouvoirs temporels auxXIeetXIIesiècles
L'Église d'Occident se veut l'instance spirituelle, supérieure - dans la conception aristotélicienne - à l'état temporel. Depuis l'époque carolingienne, le pape est également à la tête d'un État et ne manquera pas de jouer sur les deux tableaux.
Au Xe siècle, l'évêque de Rome devenu pape est sous la tutelle de l’aristocratie romaine quand se dissout l'Empire carolingien, puis sous celle des empereurs germaniques. L’ensemble du monde religieux est sous l’emprise des seigneurs féodaux, dans laquelle la fonction d’évêque est un bien de famille.

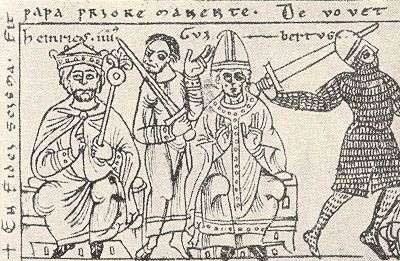
L'antipape Clément III (antipape) (au centre) avec l'empereur Henri IV, Codex Jenensis Bose, (1157).

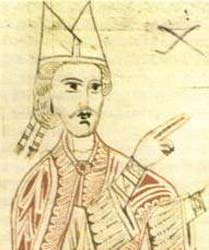
Dans le Dictatus papæ, Grégoire VII affirme la primauté du pape sur les autres souverains.

L’idée d'indépendance fait son chemin. Au XIe siècle, sous l’influence du moine Hildebrand, le pape Nicolas II confie l’élection pontificale au collège des cardinaux (1059). En 1073, Hildebrand devient pape sous le nom de Grégoire VII. Il va lancer ce que l’on appelle la « réforme grégorienne ». Sa doctrine est élaborée dans le Dictatus papæ, qui affirme la primauté du Pape y compris sur les autres souverains. Au même moment, Grégoire VII favorise la construction du droit canonique, discipline centrale de l'Université de Bologne fondée en 1080, qui sera codifiée avec le décret de Gratien au XIIe siècle.
En s’attaquant à l’investiture laïque, Grégoire VII entre en conflit avec l’empereur germanique Henri IV. Celui-ci fait déposer le pape par une assemblée d’évêques à Worms. C’est le début de la Querelle des Investitures. Le pape fait à son tour déposer l’empereur. Face à la rébellion de nombreux vassaux, l’empereur « va à Canossa » : en tenue de pénitent, il va implorer le pardon du pape au château de Canossa en Toscane (1077). En fin politique, en 1080, l'empereur fait élire un antipape, Clément III. Ce n’est qu’en 1122, que son fils Henri V conclut avec le pape Calixte II un accord connu sous le nom de concordat de Worms. Aux termes de ce compromis, l’investiture temporelle des évêques et abbés revient à l’empereur, tandis que le pape leur accorde l’investiture spirituelle. La papauté n’entend cependant pas renoncer à ses prétentions. En 1139, le deuxième concile du Latran affirme que « Rome est à la tête du monde ». Le conflit reprend de plus belle au milieu du XIIe siècle: il oppose l’empereur Frédéric Barberousse au pape Alexandre III, avec un schéma sensiblement identique : l’empereur fait désigner un antipape, tandis qu’Alexandre III s’allie à la ligue des villes lombardes. Le conflit militaire tourne au désavantage de Frédéric Barberousse, qui doit signer la paix de Venise (1177). Cet épisode aura une conséquence importante : au troisième concile du Latran (1179), il est décidé que le pape sera dorénavant élu à la majorité des deux tiers du collège des cardinaux.

### La rupture de la «Pentarchie» par le schisme de 1054
Au IXe siècle, le premier problème grave tourne autour de la nomination du patriarche de Constantinople. L’empereur Michel III dépose le patriarche Ignace, et le remplace par Photios. Le pape Nicolas Ier, qui y voit une occasion d’intervenir dans les affaires de Constantinople, finit par refuser de reconnaître Photios: c'est le « schisme de Photius ». On évoque alors, pour la première fois, la question du « filioque », qui reste en suspens lorsque le pape et Photios réconcilient. Le schisme de 1054 dont les origines sont politiques, intervient lorsque le légat du pape Hubert de Moyen-moutier et le patriarche de Constantinople Michel Cérulaire s’excommunient mutuellement. La séparation des églises suit en gros la frontière linguistique et politique qui partageait les deux Empires d'Occident et d'Orient : les églises de liturgie latine suivent Rome, celles de liturgie grecque, slavonne ou roumaine suivent Constantinople. Les quatre patriarcats d'Orient (Jérusalem, Alexandrie, Antioche et Constantinople) continuent à suivre le symbole de Nicée-Constantinople, tandis que l'église de Rome y ajoute le « filioque », une modification doctrinale due à Charlemagne, qui change complètement les rapports de l'Église romaine avec les non-catholiques, puisqu'avec le « filioque », seule une âme chrétienne peut être sauvée, alors que sans lui, Dieu peut sauver toute âme, chrétienne ou non : cette différence va rendre le prosélytisme et les missions de l'Église latine, mais aussi sa volonté de contrôle sur ses fidèles (Inquisition) beaucoup plus fortes qu'auparavant, et va contribuer à motiver les croisades, émaillées d’une multitude d’incidents entre « Latins » et « Grecs ».
En 1204, le sac de Constantinople par les croisés va consommer la rupture. Mais ce sont les innovations doctrinales et canoniques de Rome qui la rendent irréversible (Filioque, Purgatoire, autorité temporelle des papes, célibat des prêtres, inquisition...). À deux occasions, au deuxième concile de Lyon en 1276 et au concile de Florence en 1439, pour obtenir le soutien des armées occidentales contre la conquête musulmane, des empereurs byzantins reconnaissent la primauté du pape de Rome, et tentent de reconstituer la « Pentarchie », mais sont désavoués par la hiérarchie de ce que l’on peut maintenant appeler l’Église orthodoxe. Après la chute de l'empire d'Orient, du XIe au XVe siècle, l'Église occidentale n'aura de cesse que de reconquérir les petites églises en sorte d'isoler les églises orthodoxes.
Enfin, la Quatrième croisade, en affaiblissant de manière irréversible l'Empire byzantin dont les ressources économiques sont captées par les thalassocraties vénitienne et génoise, l'empêche de continuer à jouer son rôle de « bouclier de l'Europe » face aux Turcs ottomans qui débarquent en 1332 en Europe, encerclent Constantinople qu'ils prennent en 1453, puis portent en 1526 leur frontière aux portes de Vienne, qu'ils assiègent en 1529 et 1683.

### Apogée de la société chrétienne occidentale auXIIIesiècle
Le processus engagé aux XIe – XIIe siècles culmine au XIIIe siècle, sous le pontificat d’Innocent III. Celui-ci a une conception élevée de la fonction pontificale. Sur le plan spirituel, son autorité est sans partage et s’exerce à travers toute la chrétienté occidentale par l’envoi de légats pontificaux. Sur le plan temporel, il fait une distinction entre l’auctoritas du pape et la potestas, que les souverains tiennent du pape. Innocent III intervient dans les affaires temporelles de nombre d’États en excommuniant ou déposant les souverains. Il obtient par ailleurs que plusieurs de ces souverains se déclarent vassaux du Saint-Siège (notamment Jean sans Terre, roi d’Angleterre). Ses successeurs reprennent la lutte contre l’Empire incarné par le Hohenstaufen Frédéric II. Le conflit sans merci qui oppose les guelfes (partisans du pape) aux gibelins (partisans de l’empereur), tourne à l’avantage de la papauté : grâce à l’appui de Charles d’Anjou, la dynastie des Hohenstaufen est éteinte et le Saint-Empire éliminé d’Italie. La papauté triomphe également en Orient : au deuxième concile de Lyon (1274) l’empereur Michel VIII Paléologue, partisan de l’« union des Églises », reconnaît la primauté du pape de Rome. Ces succès sont de courte durée : dès la mort de Michel VIII, l’Église byzantine rejette l’union, tandis qu’en Occident le roi de France Philippe le Bel, irrité par les ingérences du Saint-Siège, opère un coup de force : lors de l’épisode connu sous le nom d’« attentat d'Anagni », il s’en prend physiquement au pape Boniface VIII (1303), qui meurt du choc de cette humiliation.

### Crises de l’Église auxXIVeetXVesiècles
Grosso modo, du point de vue l'église latine, le christianisme connait une hérésie par siècle, parfois plus. Venu s’installer provisoirement à Avignon pour préparer le concile de Vienne, destiné à condamner les Templiers, le pape français Clément V finit par y demeurer, vu l’insécurité qui règne en Italie. Cette situation se perpétue sous ses successeurs Jean XXII et Benoît XII. L’administration papale atteindra un degré de centralisation inégalé jusqu’alors, notamment en matière de fiscalité pontificale, mais les prétentions de la papauté à gouverner le monde chrétien suscitent de plus en plus d’opposition, notamment de la part de théologiens comme Marsile de Padoue ou Guillaume d'Ockham. Les monarchies occidentales comme la France et l’Angleterre, elles aussi sur la voie de la centralisation, se rebiffent. C’est cependant le luxe de la cour papale qui finit par scandaliser bon nombre de chrétiens.

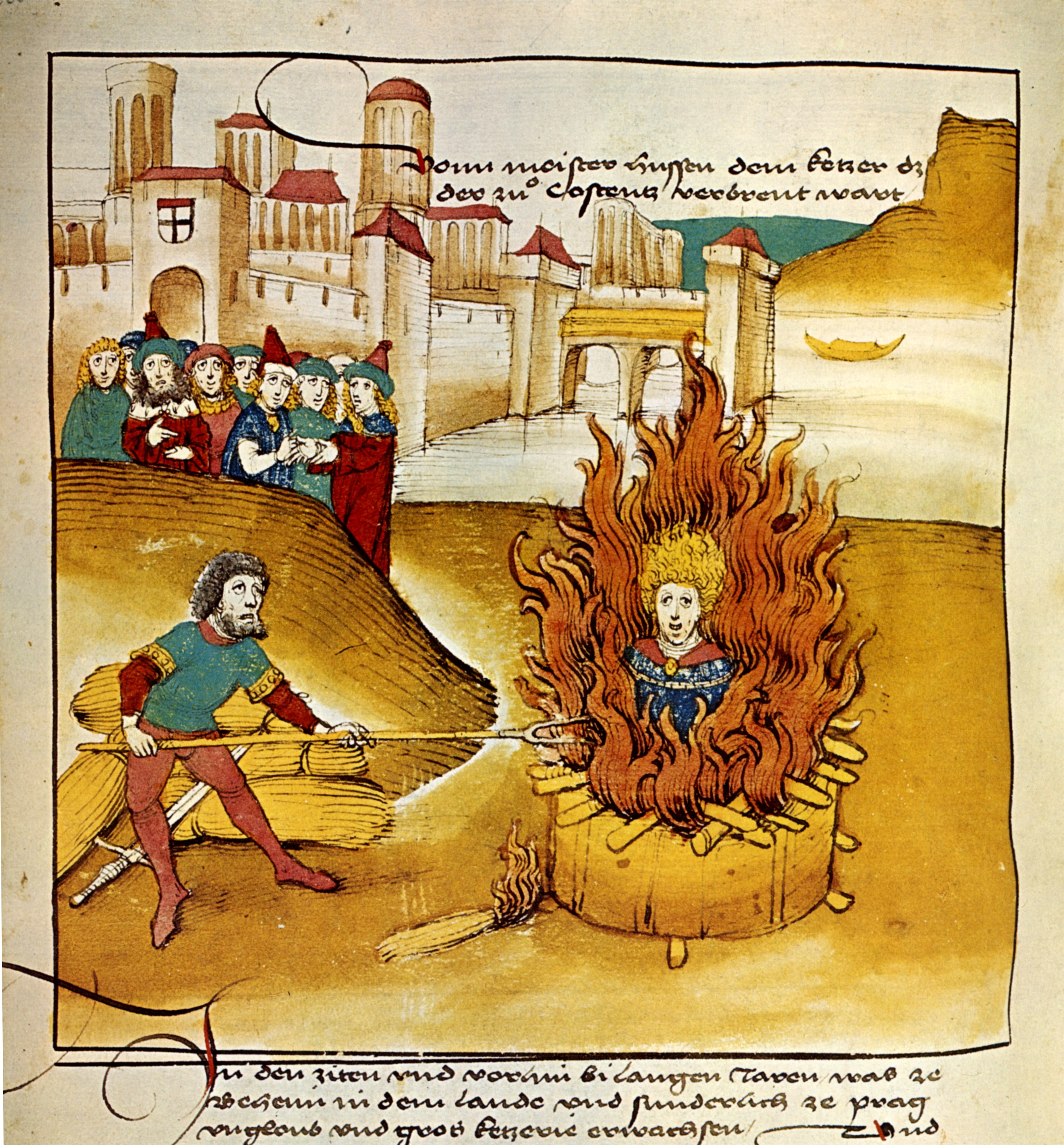
Hus au bûcher. Chronique de Spiez illustrée de Diebold Schilling le Vieux, 1485

L’écrivain Pétrarque la traite de « nouvelle Babylone » et Catherine de Sienne la dénonce en termes encore plus violents. Sensible à ces critiques, le pape Grégoire XI revient s’installer à Rome en 1377. À peine élu, son successeur Urbain VI, extrêmement autoritaire, entre en conflit avec les cardinaux. Sous prétexte qu’ils ont élu le nouveau pape sous la contrainte de la population romaine, une majorité de ceux-ci procèdent à l’élection d’un nouveau pape, Clément VII, qui s’installe à Avignon. Urbain VI refuse de s’effacer. C’est le début du Grand Schisme d'Occident (1378-1417).
La querelle d’obédience divise le monde chrétien occidental tout entier. Le schisme se prolonge après la mort des deux protagonistes, qui ont chacun un successeur. Le concile de Pise (1409), embrouille encore un peu plus la situation en élisant un troisième pape. Dans une Chrétienté occidentale désorientée, des remises en cause doctrinales voient le jour: en Angleterre celle de John Wyclif condamnée en 1382 et surtout en Bohême celle de Jan Hus, moins radicale mais plus durable. L’empereur Sigismond convoque le concile de Constance en 1414. Celui-ci condamne les théories de Wyclif et Hus. Ce dernier est exécuté. Le concile dépose ensuite les trois papes et procède à l’élection d’un pape qui fait enfin l’unanimité : Martin V. Si l’unité de l’Église est rétablie, le besoin de réformes continue à se faire sentir. Certains théologiens voient la solution dans la tenue régulière de conciles (conciliarisme). Ces thèses se retrouvent d’ailleurs dans les décrets Haec sancta et Frequens du concile de Constance. Le concile de Bâle à peine réuni en 1431, il est dissous par le pape Eugène IV. Les participants au concile se rebiffent et refusent de se disperser. Ce mini-schisme se termine par la victoire du pape qui manœuvre habilement en convoquant un nouveau concile à Ferrare puis à Florence.
Si la primauté du pape sur les conciles est acquise pour longtemps, le pouvoir papal est néanmoins battu en brèche sur plusieurs fronts, qu’il s’agisse de l’indépendance des Églises nationales, comme en France où le roi promulgue la Pragmatique Sanction de Bourges, ou de la persistance de mouvements radicaux, comme en Bohême, où le pape doit transiger avec les Hussites. Par ailleurs, les conflits au sommet de l’Église ont jeté le trouble dans l’esprit des fidèles, dont la piété prend un caractère plus personnel. Au XVe siècle, le christianisme occidental est traversé par un courant mystique, dont Maître Eckhart et Jean de Ruisbroek sont les représentants les plus connus.

## Le temps des réformes
Le temps des Réformes n'est pas seulement l'affaire des Églises qui en sont issues. C'est un mouvement européen issu de facteurs religieux, politiques, démographiques, économiques, culturels et technologiques.

### Les facteurs de la Réforme

#### Facteurs religieux
Au XVe siècle et au début du XVIe siècle, la chrétienté est encore imprégnée par certains aspects de la mentalité du Moyen Âge. Elle est tourmentée par la peur de la damnation éternelle et par l'espérance du salut. L'Église a mis en place au cours des siècles tout un arsenal de mesures permettant de gagner son salut et de réduire la durée passée au purgatoire : jeûne, pénitence, pèlerinages, prières, processions, culte de la Vierge, culte des saints et commerces des reliques, commerce des indulgences. Le bas clergé issu du peuple est à peine instruit et contribue à faire de la religion un ensemble de pratiques plus proches de la superstition que de la foi. Le peuple des fidèles, souvent illettré (seulement 10 % de la population sait lire), qui entend la parole de Dieu proclamée en latin dans les églises, et qui donc n'a accès qu'à des commentaires de la Bible en langue vulgaire, est souvent désorienté par ces pratiques formelles. La croyance à la sorcellerie est très répandue. Les réformateurs n'auront donc de cesse de revenir à la source : l'interprétation de la Bible, traduite en langue vernaculaire.

#### Facteurs politiques
Au début du XVIe siècle, la chrétienté est essentiellement répartie entre l'Espagne et le Saint-Empire romain germanique, vaste ensemble dirigé par Charles Quint, la France dirigée par François Ier, le Portugal, l'Angleterre, les États pontificaux, et les pays scandinaves. Elle est menacée à l'est par l'Empire ottoman. Les rivalités entre certains souverains, surtout ceux qui dirigent les deux principales puissances du continent, Charles Quint et François Ier (qui n'hésitera pas à s'allier avec les Ottomans contre Charles Quint), auront pour effet de retarder la tenue d'un concile pour régler les questions religieuses. Le concile de Trente n'ouvrira qu'en 1545 et ne se terminera, après deux interruptions, qu'en 1563, alors que la rupture entre catholiques et protestants est déjà consommée.

#### Facteurs démographiques
Le mouvement des essartages produit une meilleure nourriture et l'allongement de la durée de la vie. Des surplus se dégagent et créent des courants commerciaux et donc monétaires. L'Église encourage le retard de l'âge du mariage ; une nouvelle période de la vie se développe : l'adolescence propice aux études. L'Église développe donc des écoles.

#### Facteurs culturels
On invente la philologie (étude des textes), et la critique textuelle grâce à laquelle Lorenzo Valla démontre que la Donation de Constantin est un faux du VIe siècle. Avec l'exil des érudits grecs, à la suite de la chute de Byzance, on voit arriver en Occident des manuscrits bibliques grecs que personne n'avait jamais vus ; les humanistes contribuent à cette remise en question.
Les voyages des grandes découvertes amènent à s'interroger sur le salut des indigènes avant leur évangélisation, partant sur son propre salut dans un environnement où la mort est toujours proche, celui des grandes pestes.

#### Facteurs économiques et technologiques
Les grandes découvertes favorisent une extension du commerce, à partir de l'Espagne et d'une partie des féodaux européens (anglais, italiens, espagnols, princes d'Europe centrale et baltes). L'adoption d'un bi-métallisme produit un enrichissement et la faculté de devenir mécène. Les papes issus des grandes familles italiennes se conduisent comme n'importe quels féodaux.
À la fin du XVe siècle, l’Église était en crise. Au niveau de la papauté et du haut clergé cette crise se manifestait par des pratiques et des comportements qui n’avaient plus aucun rapport avec la foi : les papes faisaient la guerre et se préoccupaient plus de s’enrichir que de faire respecter la religion. Ils pratiquaient le népotisme, c’est-à-dire qu’ils plaçaient leurs protégés (souvent leurs enfants illégitimes) à des postes importants ; le haut clergé pratiquait le cumul des bénéfices ecclésiastiques ; on vendait des simonies et on se livrait à la vente d’indulgences (pardon des péchés). Des croyants réagissent à cette situation.
L'invention de l'imprimerie rend le livre plus accessible, moins cher et donc plus répandu. On imprime aussi des tracts et des placards. La première bible est imprimée (en latin) dès 1455. Les écrits des réformateurs sont largement diffusés grâce à l'imprimerie.

### La Réforme protestante
L'adoption de la Réforme est aussi un caractère politique. C'est un moyen pour les princes d'affirmer leur indépendance face à une papauté revendiquant une théocratie universelle ou pour les populations de pouvoir se révolter face un souverain mal accepté comme en Écosse et aux Pays-Bas espagnols. Dès le XVIe siècle, se développent au sein de la Réforme des mouvements plus radicaux appelés à jouer un rôle dans le développement du protestantisme : le puritanisme en Angleterre et le baptisme en Europe centrale. Par ailleurs, les nouvelles colonies anglaises en Amérique du Nord serviront de refuge à de nombreux groupes persécutés en Europe. Ceci explique que les États-Unis soient encore actuellement un des foyers les plus vivaces du protestantisme avec l'Europe du Nord (Suède, Danemark, Lituanie, Pays-Bas) et l'Europe Centrale (Allemagne, Suisse, Hongrie).
Les excès commis par un petit groupe d’anabaptistes fanatiques qui avaient pris le pouvoir à Münster en 1534 ont contribué à dresser contre eux les autorités tant catholiques que protestantes. La majorité des anabaptistes sont pourtant pacifistes, comme en témoigne la prédication de Menno Simons (1496-1561), un de leurs principaux dirigeants, auquel doit son nom les mennonites. Un autre groupe d'anabaptiste, implanté en Moravie, porte le nom de frères Moraves.
Dès le début du XVIIe siècle, le protestantisme s’épanouit en Amérique du Nord. La plupart des colonies anglaises ont été fondées par des groupes protestants très divers. Un des groupes les plus connus est celui des Pilgrim Fathers ou pères pèlerins qui fondent Plymouth au Massachusetts en 1620, composé de Puritains anglais. À partir de 1639, Roger Williams, chassé du Massachusetts, fonde des Églises baptistes dans la colonie de Rhode Island. Le quaker anglais William Penn (1644-1718) fonde en 1682 la colonie de Pennsylvanie. Il y invite les mennonites allemands, persécutés dans leur pays, qui arrivent par dizaines de milliers. Des calvinistes écossais et hollandais fondent des communautés presbytériennes.

#### La Réforme dans le Saint-Empire

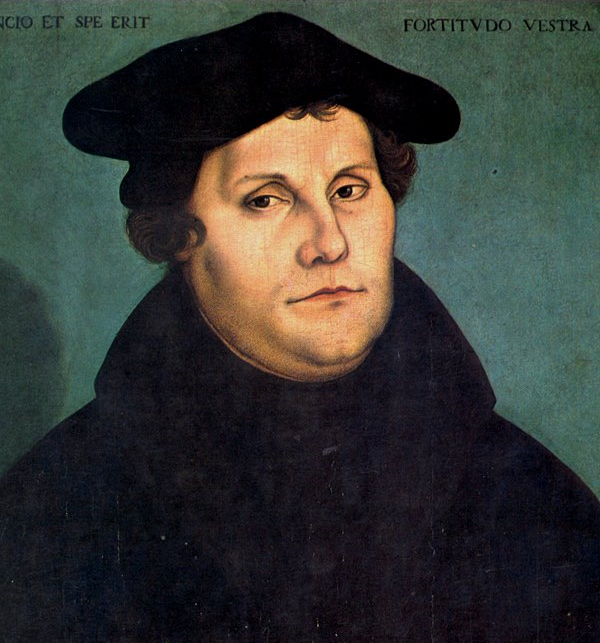
Martin Luther met au point un système théologique inspiré de saint Augustin, propre à calmer l'angoisse que lui pose l'incertitude de son propre salut

Martin Luther (1483-1546) est un moine tourmenté par son salut, il s’interroge donc sur la situation décrite ci-dessus. Dès 1515, il commence à « repenser » la religion en donnant des cours sur certaines épîtres de Paul (dont l'épître aux Romains), et en 1517, quand les envoyés du pape arrivent pour vendre les indulgences, il affiche sur la porte de son église 95 thèses, dans lesquelles il condamne la vente d'indulgences et les autres abus de l’Église. Le pape le somme de se rétracter et face à son refus l’excommunie.
Luther devra également faire face à l’empereur Charles Quint. Ce dernier, soucieux de ménager à la fois le pape et les princes de l’Empire dont certains avaient déjà rallié le luthéranisme (nom de la doctrine de Luther), hésitera entre la répression et la tolérance. D’abord, il chasse Luther mais devant les protestations de certains princes luthériens (d’où le nom de religion protestante), il accorde à chaque prince le droit de choisir sa religion, ses sujets étant obligés de le suivre.
Les thèses de Luther :
- Le croyant doit pouvoir recourir directement à la Bible car la religion est une affaire de contact personnel entre la créature (l’homme) et son créateur (Dieu). Dans cet esprit Luther traduit la bible en allemand.
- Le salut ne peut s’espérer que par la grâce divine (sola gratia), don gratuit qui rend inutiles les œuvres qui ouvriraient des mérites dans l'économie de la Rédemption, par la foi (sola fide) et par les écritures (Sola scriptura) qui expriment la vraie parole de Dieu.
- Le rôle du clergé est ramené à une mesure humaine : il n’est plus l'intermédiaire obligé entre Dieu et les hommes, ce qui rend superflu un ordre sacerdotal dont l'Évangile lui-même ne souffle mot. Il est un érudit qui peut servir de guide spirituel.
- Luther élague le christianisme des doctrines non bibliques construites par la tradition (culte de la Vierge et des saints, purgatoire), ne garde que les deux sacrements évoqués dans le Nouveau Testament : le baptême et la Cène.

Du point de vue politique, il se range du côté des bourgeois contre les paysans et le petit peuple qui avaient cru trouver un soutien dans sa doctrine et s’étaient révoltés contre leurs princes avec la Réforme radicale.

#### La Réforme en Suisse
En Suisse, la Réforme a lieu en même temps qu’en Allemagne. Les idées du réformateur suisse Ulrich Zwingli (1484-1531) sont au départ proches de celles de Luther. À partir de 1529, il s’éloigne du luthéranisme et perd le soutien des princes allemands. Il est tué en 1531 à la bataille de Kappel, qui oppose les cantons suisses catholiques à Zurich. Cette défaite militaire freine le développement du protestantisme en Suisse. Le réformateur français Calvin appelé, chassé, puis rappelé à Genève (1541), fait de cette ville un bastion du protestantisme. Il fait condamner à mort et brûler Michel Servet parce que celui-ci réfutait la doctrine de la Trinité.

#### La Réforme en France
Les idées de Luther inspirent un juriste français, Jean Calvin (1509-1564). Ce dernier propage d’abord le luthéranisme puis le transforme en une doctrine plus sévère. Pour le calvinisme, l’homme est entièrement soumis à Dieu : chacun est d'avance prédestiné à recevoir, ou non, la grâce: dans le débat entre la grâce divine et le libre arbitre, celle-là l'emporte nettement. Il faut gouverner suivant les Écritures (dépouillement total des lieux de cultes, réglementation des tenues vestimentaires, bijoux, etc.).
Cette doctrine, dont le succès est partiel en France, s’impose en Suisse, dans le nord des Provinces-Unies (actuels Pays-Bas) et en Écosse. Par ailleurs, des calvinistes persécutés en Angleterre émigrent en Amérique du Nord, notamment aux États-Unis.
En France, la Réforme aboutit à la persécution des Huguenots et à de sanglantes guerres de religion. En 1598, l’édit de Nantes y mit un terme pour 60 ans en autorisant le culte réformé, jusqu'à la révocation de cet édit par Louis XIV en 1685. Les Huguenots sont à nouveau persécutés par les Dragonnades et forcés à se convertir au catholicisme.

#### La Réforme en Angleterre
Dans ce pays, les motivations sont d'abord politiques ; leur caractère religieux tient à l'indépendance de l'église d'Angleterre en regard d'une volonté pontificale théocratique. Le roi d’Angleterre, Henri VIII, veut être le seul à contrôler son royaume (absolutisme). Il désire donc se débarrasser du pouvoir que détient le pape sur l’Église d’Angleterre. Il trouve un prétexte (son divorce refusé par le pape) et, en 1534, se proclame chef de l’Église d’Angleterre ou anglicane. L’anglicanisme réunit une grande partie de la doctrine calviniste et la hiérarchie et du rituel catholique (décorations, fastes nécessaires pour célébrer la gloire de Dieu).
Les calvinistes qui ne tolèrent pas cette adaptation sont persécutés et s’exilent (voir puritanisme). En Angleterre les puritains ou non-conformistes estiment que l’Église anglicane ne s’est pas suffisamment dégagée du catholicisme; ils sont notamment opposés à l’organisation épiscopalienne à laquelle ils préfèrent des communautés d’anciens et des synodes, c’est-à-dire une conception congrégationaliste de l’Église. Ils sont aussi partisans d’une plus grande rigueur morale. Face à l’opposition et à la politique de persécution de la plupart des souverains anglais (sauf sous Cromwell) du XVIe au XVIIe siècle, ils émigreront d’abord vers les Provinces-Unies, où ils entreront en contact avec la tendance baptiste.
Les baptistes sont opposés au baptême des enfants (pédobaptême), auquel ils préfèrent le baptême des adultes. Ils pratiquent le baptême par immersion, plutôt que par aspersion. Eux-mêmes récusent le terme d’« anabaptistes », à savoir « qui rebaptisent » dont les affublent leurs adversaires : il ne peut en effet être question d’un « rebaptême », puisque celui des enfants ne peut être considéré comme valable. Leur idée du congrégationalisme va plus loin que celle des puritains : l’interprétation des Écritures repose sur le consensus qui résulte d’un débat auquel chaque membre de la communauté peut prendre part. Il s’agit d’une conception très démocratique du christianisme.

### La Contre-Réforme
« Depuis le concile de Trente, l'Église catholique n'a développé de théologie qu'anti-protestante », écrit Yves Congar. C'est une tendance de fond qui préside encore à la crise moderniste et dure jusqu'au concile Vatican II.
Devant la crise politico-religieuse, l'Église catholique engage le mouvement de la Contre-Réforme, parfois nommée « Réforme catholique ». La Compagnie de Jésus y joue un rôle primordial en se plaçant directement sous l'autorité du pape et en se chargeant de la formation intellectuelle des fidèles et des missions évangélisatrices, notamment dans le Nouveau Monde et en Asie. L’Inquisition, tribunal religieux créé au XIIIe siècle, est rétablie malgré l'opposition des Jésuites. Elle fait torturer et brûler les hérétiques. En 1543, l’Index des « livres interdits » est instauré.
Pour consacrer ces décisions, le pape Paul III réunit le concile de Trente (1542-1563). Celui-ci décide de mettre un terme aux nombreux abus : concubinage des prêtres, absentéisme des évêques, ignorance intellectuelle de nombreux curés... Il maintient la doctrine catholique dans ses dogmes (le pouvoir intercesseur de la Vierge Marie et des saints, les sept sacrements, la transsubstantiation…) Il réaffirme également les pratiques et les traditions de l’Église romaine : la prière et Bible en latin, l'obligation du célibat clérical), la nécessité de la foi et des œuvres pour le salut, l’existence du purgatoire et l’émission (mais non pas la vente) d’indulgences. En d’autres termes, toutes les objections des protestants ont été rejetées sans compromis.
Le développement de la Contre-Réforme ne suit pas le même cours dans les différents pays catholiques. Dans une politique défavorable à l’égard du pape et de l’Espagne, la France n’accepte pas les principes du concile de Trente et s’oppose catégoriquement à l’inquisition. La Contre-Réforme ne débute en France que dans les années 1580. Elle atteint son apogée sous le règne de Louis XIV. En Allemagne, elle débouche sur la guerre de Trente Ans.

## Expansion coloniale
En 1455, le pape Nicolas V concède au Portugal l'exclusivité du commerce avec l'Afrique et encourage Henri le Navigateur à soumettre en esclavage les « sarrasins et autres infidèles », comptant sur les progrès des conquêtes pour obtenir des conversions. Après la découverte de l'Amérique par les Européens en 1492, le pape Alexandre VI est amené à arbitrer le partage du nouveau monde entre les puissances espagnoles et portugaises, et leur attribue l'activité de mission qui a souvent été considérée par les puissances coloniales comme un instrument permettant d'introduire les intérêts occidentaux, voire de légitimer des interventions politiques ou militaires. Le catholicisme s'implante aux Amériques avec les conquêtes espagnoles, au Mexique avec la conquête de Cortés et au Pérou à la suite de celle de Pizarre. Les missions vers l'Asie remportent peu de succès, sauf aux Philippines et à Goa.
Les bulles pontificales Sublimus Dei (29 mai 1537) et Veritas ipsa du pape Paul III (2 juin 1537) condamnent l'esclavage des Amérindiens ainsi que « toute mise en doute de la pleine humanité de ceux-ci », mais n'évoque pas les Noirs. Après la Controverse de Valladolid en 1550 la traite négrière se généralise.
À l'issue des guerres de religion qui opposèrent catholiques et protestants en Europe, les colonies anglaises d'Amérique offrirent dès le XVIIe siècle un asile à ceux qui fuyaient l'intolérance religieuse en Europe. Alors que le Nord-Est restait puritain et les États du Sud anglicans, dans les États du centre l'arrivée des immigrants anabaptistes et piétistes allemands, des frères moraves tchèques, des presbytériens écossais et nord-irlandais, des huguenots français, des méthodistes et baptistes anglais notamment provoquèrent le foisonnement religieux du grand réveil. C'est dans ce contexte que de grands prédicateurs itinérants parcoururent le territoire.
L'Église coloniale prit fin en Amérique du Sud, après l'expulsion des Jésuites en 1767 puis la prise d'indépendance des États vis-à-vis de l'Europe.

## L'Église catholique et la modernité

### L’Église catholique et les Lumières
À la fin du XVIe siècle, les premières lectures critiques de la Bible entamèrent le monopole spirituel de l’Église catholique romaine, tandis que la Révolution copernicienne avait mis en cause le géocentrisme. La hiérarchie catholique ne reviendra sur cette question qu'au milieu du XVIIIe siècle, sous Benoît XIV. Si ce dernier admet une ouverture relative de l'Église au monde moderne, il condamne toutefois sévèrement la franc-maçonnerie (Providas romanorum, 1751). Au même moment, des philosophes athées (comme Diderot ou D'Alembert) ou déistes (comme Voltaire) ne se privent pas de critiquer l’Église, le fanatisme et les superstitions.
Bien que certains, tels Maurice Sachot, attribuent au christianisme une part importante dans la séparation des pouvoirs religieux et politiques (« rendez à César ce qui est à César »), selon Paul Veyne, « l’initiative et le gros du travail sont dus aux Lumières ». L'influence grandissante de l'idée de laïcité et de sécularisation n'est cependant pas portée uniquement par des adversaires des Églises : Kant, croyant et protestant, qui pose un jalon décisif dans l'histoire des rapports entre foi et raison, prône leur autonomie respective.

### L’Église catholique et la Révolution française
La Révolution française pose la question du rapport de l’État et de l’Église dans les pays catholiques.
Dans la foulée du gallicanisme, l’Assemblée constituante française adopte un ensemble de mesures qui transforment radicalement les structures religieuses en France :
- Elle confisque, par le décret du 2 novembre 1789, les biens du clergé, qui deviennent des biens nationaux ;
- Elle abolit par le décret du 13 février 1790 les vœux monastiques et supprime de fait les ordres et congrégations religieuses, sauf, à titre provisoire, les maisons hospitalières et enseignantes[64] ;
- Elle adopte le 12 juillet 1790 la Constitution civile du clergé qui subordonne l’Église à l’État, met en place des diocèses correspondant aux départements, et des prêtres et évêques élus et salariés[64].

Après une période de relative retenue, le pape Pie VI condamne officiellement les réformes visant l’Église de France le 10 mars 1791 par le bref Quod Aliquantum puis par la lettre apostolique Caritas le 13 avril 1791. La décision de l'Assemblée constituante de mettre en place une constitution civile détachée de la papauté entraîne un schisme entre l’Église « officielle » du point de vue de la Révolution (c’est-à-dire « assermentée ») et les membres du clergé restés fidèles au pape (les prêtres « réfractaires »).
En 1791 et 1792, l'Assemblée nationale législative vote plusieurs décrets contre les prêtres réfractaires. À partir de la chute de la Royauté le 10 août 1792, les révolutionnaires les plus radicaux (sans-culottes, hébertistes...) s'en prennent aux symboles religieux. Après le début de la Première République le 22 septembre 1792, la Convention nationale décide, en octobre 1793, de remplacer le calendrier grégorien par un calendrier républicain décomptant les années à partir de la date de début de la République. Il s'ensuit une période de troubles connue sous le nom de déchristianisation de l'an II, au cours de laquelle la situation dégénère en violences contre les ennemis de la Révolution et les tenants de la religion catholique.
Finalement, Napoléon Ier négocie avec le pape Pie VII le Concordat de 1801, qui servira plus tard de modèle dans de nombreux pays, et le calendrier grégorien est rétabli en 1806. Le concordat marque un souci d’apaisement et permet malgré tout au pape d’affirmer son autorité sur l’Église gallicane. Le XIXe siècle sera marqué par l’ultramontanisme, un courant de pensée qui reconnaît l’infaillibilité et la suprématie pontificale.

### Le courant moderniste
Le monde « moderne » qui émerge des guerres napoléoniennes a changé, et l’Église catholique ne retrouve ensuite jamais la position qu’elle occupait durant l’Ancien Régime. Les sociétés se sécularisent rapidement. En revanche, le Vatican envoie de nombreux missionnaires dans les colonies.
En France, la politique pro-cléricale de la Restauration (loi Bonald abolissant le divorce, loi sur le sacrilège punissant ce dernier de la peine capitale, etc.) est emportée par la révolution de 1830. La question religieuse continue toutefois de faire débat tout au long du XIXe siècle et même après, de la loi Falloux de 1850 favorisant l'enseignement confessionnel, à la loi de séparation des Églises et de l'État de 1905 en passant par les lois Jules Ferry sur l'éducation laïque, gratuite et obligatoire.
Les États pontificaux, dernier vestige du pouvoir temporel de la papauté, sont absorbés par le nouvel État italien, et à partir de 1870, le pape se considère comme prisonnier dans la Cité du Vatican. Cette affaire ne sera réglée que sous Mussolini par les accords du Latran (1929).
En 1864, Pie IX publie l’encyclique Quanta Cura , à laquelle s’ajoute le Syllabus, qui condamne sans appel 80 « erreurs modernes ». De nombreux ouvrages suspectés de « modernisme » sont mis à l’Index. Cette tendance se confirme lors du premier concile œcuménique du Vatican (1870), dont la principale décision est de proclamer l’infaillibilité pontificale (encyclique Pastor Æternus) : le pape, lorsqu'il parle ex cathedra et en tant que docteur suprême de l'Église, ne peut, selon ce dogme, se tromper. Certains évêques sont en désaccord avec les décisions, ce qui donne lieu à un schisme dans la seconde moitié du XIXe siècle : celui de l'Église vieille-catholique.
L’Église catholique doit affronter des courants intellectuels athées et anticléricaux. En France, le positivisme d’Auguste Comte secoue les fondements de la métaphysique et de la religion. Des penseurs tels que David Strauss ou Ernest Renan lancent la quête du Jésus historique et fondent les sciences religieuses ainsi que l'exégèse critique de la Bible. Les progrès des sciences naturelles, en géologie et en paléontologie notamment, symbolisés par la publication en 1859 de De l'origine des espèces de Darwin, invalident la lecture littérale de la Bible. Face à cet effritement, la papauté réagit par un raidissement doctrinal et répond par le serment antimoderniste qui encourage le fondamentalisme.
En réaction à l'infaillibilité pontificale d'une part et d'autre part à l'évolution de la lecture de la Bible, les Églises conservatrices américaines se réunissent à leur tour en Églises fondamentalistes.
Après la crise moderniste des premières années du XXe siècle, le débat sur le modernisme dans l'Église catholique se poursuit jusqu'au concile Vatican II (1963-1965), lancé par Jean XXIII et poursuivi par Paul VI.

### Le christianisme et la question sociale

#### La doctrine sociale de l'Église catholique
Les problèmes sociaux consécutifs à la révolution industrielle (révolte des Canuts…) poussèrent les chrétiens et l’Église catholique à un renouvellement de leur pensée sociale. En effet, les profondes transformations économiques, sociales et politiques ne permettaient plus aux chrétiens et aux structures existantes de l’Église catholique d’exercer la charité dans les mêmes conditions. Il fallait refonder l’action sociale. Les premiers à contester l’idée que la misère était inévitable et même nécessaire furent des ecclésiastiques et des penseurs catholiques. On peut citer Frédéric Ozanam et Lamennais en France, Wilhelm von Ketteler en Allemagne.
Certains de ces penseurs furent d’abord condamnés par l’autorité religieuse. Il faut distinguer différentes attitudes, celle des individus (prêtres, intellectuels catholiques), celle des Églises nationales et des partis politiques qui y sont liés, et celle du pape. Peu à peu, une position officielle de l’Église par rapport au problème social prit forme. Elle aboutit en 1891 à la promulgation de l’encyclique Rerum novarum par la plus haute autorité de l’Église, le pape Léon XIII. Cette attitude obligea les Églises nationales à modifier leur point de vue et à admettre que des mesures politiques étaient nécessaires pour soulager la misère. Au niveau politique, ce nouveau courant finit par donner naissance à diverses formations politiques qui se rassembleront ultérieurement sous le nom de démocratie chrétienne. Celle-ci fut longtemps combattue par une partie importante des catholiques et par l’épiscopat.

#### Théologie de la libération
Dans les années 1960 en Amérique latine, l’ampleur des inégalités sociales et la violence des luttes incite des ecclésiastiques catholiques à soutenir les combats pour la « libération des pauvres », y compris par la révolution qui, dans cette aire culturelle, est essentiellement marxiste-léniniste, donc en théorie athée. Ce courant, dénommé « théologie de la libération » soutient qu’existe, à côté du péché personnel, un péché collectif et structurel, c’est-à-dire un aménagement de la société et de l’économie qui cause la souffrance d’innombrables « frères et sœurs humains ».
Au cours des années 1960 et 1970, des régimes militaires ont été établis dans la plupart des pays d’Amérique latine. Alors que la hiérarchie ecclésiastique soutient le plus souvent les dictatures en place, les militants de la théologie de la libération participent activement à la résistance contre ces dictatures et contribuent à leur déclin à partir des années 1980. Ils ont été un facteur important, sinon décisif, de la démocratisation de ces États. En Colombie, plusieurs prêtres s’engagent dans les guérillas paysannes. Parmi eux, Camillo Torres, qui meurt au combat en 1966, et Manuel Pérez, qui commande la guérilla de l’ELN (Ejército de Liberación Nacional) au cours des années 1980.
Au Salvador, l’archevêque Oscar Romero est tué par des paramilitaires en mars 1980. Ignacio Ellacuria et ses cinq collègues jésuites de l’Université centre-américaine d’El Salvador sont assassinés en novembre 1989 par l’armée gouvernementale. En Argentine, certains prêtres sont torturés à mort sous le régime de Jorge Videla.

## Les Églises protestantes depuis la Réforme

### Sciences religieuses et libéralisme théologique

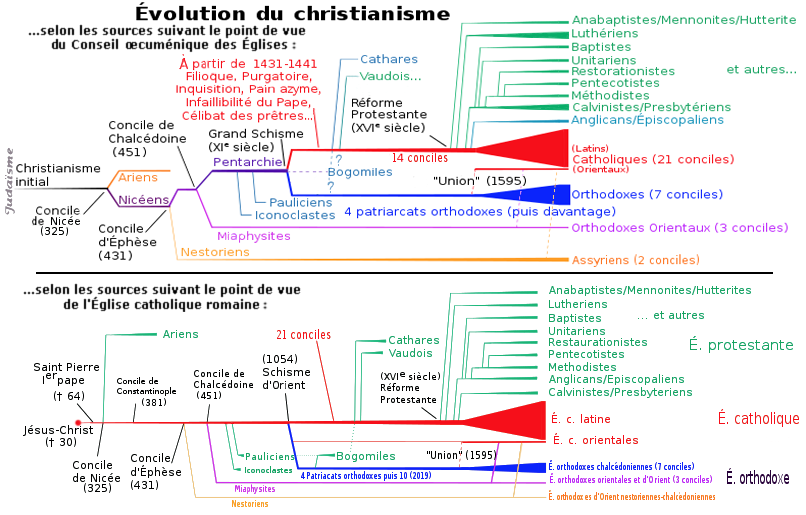
Deux points de vue historiographiques de la diversité évolutive du christianisme illustrés par des diagrammes en branches.

Les sciences religieuses se classent parmi les sciences humaines et sociales. L'expression est souvent usitée au pluriel car il s'agit d'approches pluridisciplinaires mais non théologiques du fait religieux en sociologie, anthropologie, psychologie, philosophie, art, histoire littéraire, philologie, linguistique, exégèse ou archéologie. Le droit et les sciences politiques peuvent également être associés aux sciences religieuses lorsqu'il s'agit d'étudier comment les sociétés régulent, de façons très diverses, le fait religieux, allant du statut des institutions et des communautés déclarées croyantes (comme les républiques islamiques) à celui des accommodements raisonnables comme la laïcité. En 1885 l'école pratique des hautes études fut la première en France à créer une section de sciences religieuses. Les sciences religieuses n'ont de rapports avec la théologie que pour éclairer la compréhension de certaines manifestations phénoménologiques.
Le « libéralisme théologique », lui, a été décrit comme une interprétation de moins en moins littérale des textes sacrés, prenant en compte les apports des sciences religieuses, selon l'aphorisme de 1862 « La parole de Dieu est rendue caduque par les traditions des hommes » du bibliste Robert Young (en).
L'histoire des religions est un intérêt objectivant pour les traditions religieuses, dans une tradition comparatiste. La mise à distance historique a permis de traiter la diversité des faits religieux comme une réalité non polémique. Évitant toute folklorisation du religieux, d'autres disciplines analysent le fait religieux comme une réalité vivante spécifique, à la fois englobée et distincte des cultural studies. La sociologie des religions est la branche des sciences religieuses qui étudie les aspects quantitatifs (comme la géographie) et la phénoménologie des religions (comme l'anthropologie le fait dans les sociétés premières). La question de la place en sciences religieuses d'une approche des théologies comparées, vide à élucider les invariants ou les singularités herméneutiques de chaque tradition.

## L'œcuménisme
Depuis le XIXe siècle, dans le but de surmonter leurs divisions, des chrétiens amorcent un rapprochement, dans le respect des aspirations de chacun, appelé œcuménisme.
La première tentative de nouer un dialogue global interconfessionnel a été le Parlement des religions du monde, qui s'est réuni à Chicago du 11 au 27 septembre 1893, à l'occasion de l'exposition universelle de Chicago ou World Columbian Exposition. Il était coordonné par un chrétien unitarien, Jenkin Lloyd Jones (en) (1843-1918).

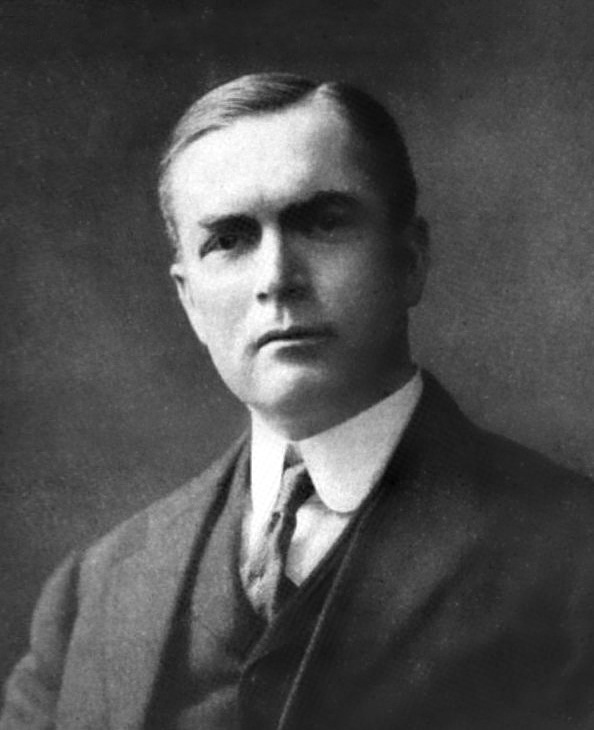
John Mott en 1910

On fait généralement remonter le départ de l'œcuménisme moderne à la Conférence internationale des Missions qui s'est tenue à Édimbourg en 1910, présidée par le laïc américain John Mott.
La conférence de Stockholm en 1925 rassemble anglicans, protestants, et chrétiens orthodoxes, sous l'égide de l'archevêque luthérien suédois Nathan Söderblom. Elle aboutit à la constitution du mouvement œcuménique « Life and Work » qui préfigure le Conseil œcuménique des Églises. Le Vatican est cependant absent.
Prévue initialement pour 1941, la création du Conseil œcuménique des Églises (COE) fut retardée par la guerre de 1939-1945 et par l’opposition de l’Église catholique. L'assemblée constitutive du COE s'est tenue en 1948, à Amsterdam. Dans sa première déclaration commune - rédigée à Utrecht et acceptée à Amsterdam -, le COE se présente tout d'abord comme « une communauté [fellowship (sic)] d'Églises qui acceptent notre Seigneur Jésus-Christ comme Dieu et Sauveur ». Le premier président du COE fut Willem Visser 't Hooft, de 1948 à 1966.
L’œcuménisme entre les catholiques et les « frères séparés » a pris son essor dans la seconde moitié du XXe siècle, particulièrement à la suite du concile Vatican II (1962-1965) qui institutionnalise l’œcuménisme par le Décret sur l’œcuménisme (Unitatis Redintegratio) de 1964 qui reconnait le côté chrétien du protestantisme et favorise la poursuite du dialogue. Le théologien dominicain Yves Congar fut l'artisan du ralliement de l'Église catholique au mouvement œcuménique lors du concile Vatican II.

Dans son encyclique Ut unum sint, le pape Jean-Paul II réaffirme l'engagement œcuménique irréversible de l'Église catholique : 

« Au concile Vatican II, l'Église catholique s'est engagée de manière irréversible à prendre la voie de la recherche œcuménique, se mettant ainsi à l'écoute de l'Esprit du Seigneur qui apprend à lire attentivement les « signes des temps ». Les expériences qu'elle a vécues au cours de ces années et qu'elle continue à vivre l'éclairent plus profondément encore sur son identité et sur sa mission dans l'histoire. L'Église catholique reconnaît et confesse les faiblesses de ses fils, consciente que leurs péchés constituent autant de trahisons et d'obstacles à la réalisation du dessein du Sauveur »

.
L'œcuménisme se concrétise aujourd'hui par la traduction commune des textes saints (Traduction œcuménique de la Bible), la Semaine de prière pour l'unité des chrétiens (créée dès 1908), qui se tient chaque année du 18 au 25 janvier, et par plusieurs initiatives communes en vue de la sauvegarde de la Création (Temps de la Création, Église verte) ou de l'évangélisation (Parcours Alpha).